# Pohár federace 1986
Pohár federace 1986 byl 24. ročník týmové tenisové soutěže žen v Poháru federace, největší každoročně hrané kolektivní soutěže v ženském sportu. Turnaj se odehrál mezi 20. až 27. červencem 1986 na antukových dvorcích nově zrekonstruovaného štvanického areálu v Praze, sídle klubu I. ČLTK Praha. Centrální dvorec měl kapacitu osm tisíc diváků.
Vítězem se staly Spojené státy americké ve složení Martina Navrátilová, Zina Garrisonová, Chris Evertová Lloydová a Pam Shriverová. Nehrajícím kapitánem byl Marty Riessen. V boji o titul americký tým, v opakování předchozího finále, porazil trojnásobného obhájce Československo a získal tak celkově dvanáctý titul. Československé družstvo hrálo ve složení Helena Suková, Hana Mandlíková, Andrea Holíková a Regina Maršíková pod vedením nehrajícího kapitána Jiřího Medonose. Pro Navrátilovou to byla první návštěva rodného Československa od emigrace z komunistického režimu do Spojených států v roce 1975. Československá televize nesměla odvysílat závěrečný ceremoniál včetně jejího proslovu.
Turnaj zahrnoval kvalifikační kolo, jehož vítězové postoupili do hlavního turnaje hraného vyřazovacím systémem. Z něho vzešel celkový vítěz Poháru federace. Poražení z prvního kola a kvalifikace odehráli turnaj útěchy

## Kvalifikační kolo
Vítězné týmy z kvalifikačního kola postoupily do hlavního turnaje. Poražená družstva pak odehrála turnaj útěchy.
| vítěz       | výsledek | poražený    |
| ----------- | -------- | ----------- |
| Rumunsko    | 2–1      | Irsko       |
| Belgie      | 3–0      | Finsko      |
| Indonésie   | 3–0      | Chile       |
| Polsko      | 3–0      | Mexiko      |
| Egypt       | bez boje | Senegal     |
| Jižní Korea | 3–0      | Lucembursko |
| Čína        | 3–0      | Izrael      |
| Malta       | 3–0      | Tchaj-wan   |
| Jugoslávie  | 3–0      | Norsko      |
| Uruguay     | 2–1      | Filipíny    |

### Rumunsko vs. Irsko
| | Rumunsko | 2 :                                                                             | 1   | Irsko |     |  |
| --- | -------- | ------------------------------------------------------------------------------- | --- | ----- | --- |  |
| I. ČLTK Praha, Štvanice, Praha, ČSSR červenec 1986 antuka (venku) |          |                                                                                 |     |       |     |  |
| \| \| \| \| 1. \| 2. \| 3. \| \| \| -- \| \| ------------------------------------------------------------------------------- \| --- \| ---- \| --- \| \| \| 1. \| \| Teodora Tacheová Siobhán Nicholsonová \| 6 1 \| 6 1 \| \| \| \| 2. \| \| Daniela Moiseová Jennifer Thorntonová \| 4 6 \| 6 1 \| 6 0 \| \| \| 3. \| \| Daniela Moiseová / Teodora Tacheová Siobhán Nicholsonová / Lesley O'Halloranová \| 3 6 \| 7 60 \| 4 6 \| \| \| \| \| \| \| \| \| \| \| \| \| \| \| \| \| \| \| \| \| \| \| \| \| \| \| \| \| \| \| \| \| \| \| \| \| \| \| \| \| \| |          |                                                                                 |     |       |     |  |
| |          |                                                                                 | 1.  | 2.    | 3.  |  |
| 1. |          | Teodora Tacheová Siobhán Nicholsonová                                           | 6 1 | 6 1   |     |  |
| 2. |          | Daniela Moiseová Jennifer Thorntonová                                           | 4 6 | 6 1   | 6 0 |  |
| 3. |          | Daniela Moiseová / Teodora Tacheová Siobhán Nicholsonová / Lesley O'Halloranová | 3 6 | 7 60  | 4 6 |  |
| |          |                                                                                 |     |       |     |  |
| |          |                                                                                 |     |       |     |  |
| |          |                                                                                 |     |       |     |  |
| |          |                                                                                 |     |       |     |  |
| |          |                                                                                 |     |       |     |  |

### Belgie vs. Finsko
| | Belgie | 3 :                                                                   | 0   | Finland |     |  |
| --- | ------ | --------------------------------------------------------------------- | --- | ------- | --- |  |
| I. ČLTK Praha, Štvanice, Praha, ČSSR červenec 1986 antuka (venku) |        |                                                                       |     |         |     |  |
| \| \| \| \| 1. \| 2. \| 3. \| \| \| -- \| \| --------------------------------------------------------------------- \| --- \| --- \| --- \| \| \| 1. \| \| Sandra Wassermanová Petra Thorénová \| 6 2 \| 6 3 \| \| \| \| 2. \| \| Ann Devriesová Anne Aallonenová \| 6 2 \| 3 6 \| 6 0 \| \| \| 3. \| \| Ilse de Ruysscherová / Ann Devriesová Maija Suonpää / Petra Thorénová \| 5 7 \| 6 2 \| 6 3 \| \| \| \| \| \| \| \| \| \| \| \| \| \| \| \| \| \| \| \| \| \| \| \| \| \| \| \| \| \| \| \| \| \| \| \| \| \| \| \| \| \| |        |                                                                       |     |         |     |  |
| |        |                                                                       | 1.  | 2.      | 3.  |  |
| 1. |        | Sandra Wassermanová Petra Thorénová                                   | 6 2 | 6 3     |     |  |
| 2. |        | Ann Devriesová Anne Aallonenová                                       | 6 2 | 3 6     | 6 0 |  |
| 3. |        | Ilse de Ruysscherová / Ann Devriesová Maija Suonpää / Petra Thorénová | 5 7 | 6 2     | 6 3 |  |
| |        |                                                                       |     |         |     |  |
| |        |                                                                       |     |         |     |  |
| |        |                                                                       |     |         |     |  |
| |        |                                                                       |     |         |     |  |
| |        |                                                                       |     |         |     |  |

### Indonésie vs. Chile
| | Indonésie | 3 :                                                                          | 0      | Chile |    |  |
| --- | --------- | ---------------------------------------------------------------------------- | ------ | ----- | -- |  |
| I. ČLTK Praha, Štvanice, Praha, ČSSR červenec 1986 antuka (venku) |           |                                                                              |        |       |    |  |
| \| \| \| \| 1. \| 2. \| 3. \| \| \| -- \| \| ---------------------------------------------------------------------------- \| ------ \| --- \| -- \| \| \| 1. \| \| Yayuk Basukiová Natalie Rodríguezová \| 710 68 \| 6 2 \| \| \| \| 2. \| \| Suzanna Anggarkusumová Paulina Sepúlvedová \| 6 3 \| 6 2 \| \| \| \| 3. \| \| Yayuk Basukiová / Sri Utaminingsih Macarena Mirandová / Natalie Rodríguezová \| 6 0 \| 6 2 \| \| \| \| \| \| \| \| \| \| \| \| \| \| \| \| \| \| \| \| \| \| \| \| \| \| \| \| \| \| \| \| \| \| \| \| \| \| \| \| \| \| \| |           |                                                                              |        |       |    |  |
| |           |                                                                              | 1.     | 2.    | 3. |  |
| 1. |           | Yayuk Basukiová Natalie Rodríguezová                                         | 710 68 | 6 2   |    |  |
| 2. |           | Suzanna Anggarkusumová Paulina Sepúlvedová                                   | 6 3    | 6 2   |    |  |
| 3. |           | Yayuk Basukiová / Sri Utaminingsih Macarena Mirandová / Natalie Rodríguezová | 6 0    | 6 2   |    |  |
| |           |                                                                              |        |       |    |  |
| |           |                                                                              |        |       |    |  |
| |           |                                                                              |        |       |    |  |
| |           |                                                                              |        |       |    |  |
| |           |                                                                              |        |       |    |  |

### Polsko vs. Mexiko
| | Polsko | 3 :                                                                    | 0   | Mexiko |     |  |
| --- | ------ | ---------------------------------------------------------------------- | --- | ------ | --- |  |
| I. ČLTK Praha, Štvanice, Praha, ČSSR červenec 1986 antuka (venku) |        |                                                                        |     |        |     |  |
| \| \| \| \| 1. \| 2. \| 3. \| \| \| -- \| \| ---------------------------------------------------------------------- \| --- \| --- \| --- \| \| \| 1. \| \| Ewa Zerdecká Mónica Muñozová \| 6 0 \| 6 2 \| \| \| \| 2. \| \| Monika Wanieková Claudia Hernándezová Salasová \| 6 4 \| 2 6 \| 6 4 \| \| \| 3. \| \| Renata Skrzypczynská / Ewa Zerdecká Zarina Galvánová / Mónica Muñozová \| 6 2 \| 6 1 \| \| \| \| \| \| \| \| \| \| \| \| \| \| \| \| \| \| \| \| \| \| \| \| \| \| \| \| \| \| \| \| \| \| \| \| \| \| \| \| \| \| \| |        |                                                                        |     |        |     |  |
| |        |                                                                        | 1.  | 2.     | 3.  |  |
| 1. |        | Ewa Zerdecká Mónica Muñozová                                           | 6 0 | 6 2    |     |  |
| 2. |        | Monika Wanieková Claudia Hernándezová Salasová                         | 6 4 | 2 6    | 6 4 |  |
| 3. |        | Renata Skrzypczynská / Ewa Zerdecká Zarina Galvánová / Mónica Muñozová | 6 2 | 6 1    |     |  |
| |        |                                                                        |     |        |     |  |
| |        |                                                                        |     |        |     |  |
| |        |                                                                        |     |        |     |  |
| |        |                                                                        |     |        |     |  |
| |        |                                                                        |     |        |     |  |

### Jižní Korea vs. Lucembursko
| | Jižní Korea | 3 :                                                                 | 0   | Lucembursko |     |  |
| --- | ----------- | ------------------------------------------------------------------- | --- | ----------- | --- |  |
| I. ČLTK Praha, Štvanice, Praha, ČSSR červenec 1986 antuka (venku) |             |                                                                     |     |             |     |  |
| \| \| \| \| 1. \| 2. \| 3. \| \| \| -- \| \| ------------------------------------------------------------------- \| --- \| --- \| --- \| \| \| 1. \| \| Lee Jeong-soon Pascale Welterová \| 6 1 \| 6 0 \| \| \| \| 2. \| \| Kim Soo-ok Karin Kschwendtová \| 4 6 \| 6 2 \| 6 3 \| \| \| 3. \| \| Lee Jeong-soon / Park Jeom-re Ginette Hubertyová / Karin Kschwendtv \| 6 2 \| 6 4 \| \| \| \| \| \| \| \| \| \| \| \| \| \| \| \| \| \| \| \| \| \| \| \| \| \| \| \| \| \| \| \| \| \| \| \| \| \| \| \| \| \| \| |             |                                                                     |     |             |     |  |
| |             |                                                                     | 1.  | 2.          | 3.  |  |
| 1. |             | Lee Jeong-soon Pascale Welterová                                    | 6 1 | 6 0         |     |  |
| 2. |             | Kim Soo-ok Karin Kschwendtová                                       | 4 6 | 6 2         | 6 3 |  |
| 3. |             | Lee Jeong-soon / Park Jeom-re Ginette Hubertyová / Karin Kschwendtv | 6 2 | 6 4         |     |  |
| |             |                                                                     |     |             |     |  |
| |             |                                                                     |     |             |     |  |
| |             |                                                                     |     |             |     |  |
| |             |                                                                     |     |             |     |  |
| |             |                                                                     |     |             |     |  |

### Čínská lidová republika vs. Izrael
| | Čínská lidová republika | 3 :                                                       | 0   | Izrael |     |  |
| --- | ----------------------- | --------------------------------------------------------- | --- | ------ | --- |  |
| I. ČLTK Praha, Štvanice, Praha, ČSSR červenec 1986 antuka (venku) |                         |                                                           |     |        |     |  |
| \| \| \| \| 1. \| 2. \| 3. \| \| \| -- \| \| --------------------------------------------------------- \| --- \| ---- \| --- \| \| \| 1. \| \| Duan Li-Lan Sagit Doronová \| 6 2 \| 6 3 \| \| \| \| 2. \| \| Zhong Ni Ilana Bergerová \| 4 6 \| 6 2 \| 8 6 \| \| \| 3. \| \| Duan Li-Lan / Pu Xin-Fen Ilana Bergerová / Sagit Doronová \| 6 2 \| 65 7 \| 6 3 \| \| \| \| \| \| \| \| \| \| \| \| \| \| \| \| \| \| \| \| \| \| \| \| \| \| \| \| \| \| \| \| \| \| \| \| \| \| \| \| \| \| |                         |                                                           |     |        |     |  |
| |                         |                                                           | 1.  | 2.     | 3.  |  |
| 1. |                         | Duan Li-Lan Sagit Doronová                                | 6 2 | 6 3    |     |  |
| 2. |                         | Zhong Ni Ilana Bergerová                                  | 4 6 | 6 2    | 8 6 |  |
| 3. |                         | Duan Li-Lan / Pu Xin-Fen Ilana Bergerová / Sagit Doronová | 6 2 | 65 7   | 6 3 |  |
| |                         |                                                           |     |        |     |  |
| |                         |                                                           |     |        |     |  |
| |                         |                                                           |     |        |     |  |
| |                         |                                                           |     |        |     |  |
| |                         |                                                           |     |        |     |  |

### Malta vs. Tchaj-wan
| | Malta | 3 :                                                                             | 0    | Tchaj-wan |     |  |
| --- | ----- | ------------------------------------------------------------------------------- | ---- | --------- | --- |  |
| I. ČLTK Praha, Štvanice, Praha, ČSSR červenec 1986 antuka (venku) |       |                                                                                 |      |           |     |  |
| \| \| \| \| 1. \| 2. \| 3. \| \| \| -- \| \| ------------------------------------------------------------------------------- \| ---- \| --- \| --- \| \| \| 1. \| \| Alexia Gerová Lai Su-lin \| 7 5 \| 6 3 \| \| \| \| 2. \| \| Carol Cassarová-Torreggianiová Ho Chiu-mei \| 6 1 \| 6 1 \| \| \| \| 3. \| \| Katherine Camilleriová / Carol Cassarová-Torreggianiová Lai Su-jen / Lai Su-lin \| 7 65 \| 4 6 \| 6 2 \| \| \| \| \| \| \| \| \| \| \| \| \| \| \| \| \| \| \| \| \| \| \| \| \| \| \| \| \| \| \| \| \| \| \| \| \| \| \| \| \| \| |       |                                                                                 |      |           |     |  |
| |       |                                                                                 | 1.   | 2.        | 3.  |  |
| 1. |       | Alexia Gerová Lai Su-lin                                                        | 7 5  | 6 3       |     |  |
| 2. |       | Carol Cassarová-Torreggianiová Ho Chiu-mei                                      | 6 1  | 6 1       |     |  |
| 3. |       | Katherine Camilleriová / Carol Cassarová-Torreggianiová Lai Su-jen / Lai Su-lin | 7 65 | 4 6       | 6 2 |  |
| |       |                                                                                 |      |           |     |  |
| |       |                                                                                 |      |           |     |  |
| |       |                                                                                 |      |           |     |  |
| |       |                                                                                 |      |           |     |  |
| |       |                                                                                 |      |           |     |  |

### Jugoslávie vs. Norsko
| | Jugoslávie | 3 :                                                                        | 0   | Norsko |    |  |
| --- | ---------- | -------------------------------------------------------------------------- | --- | ------ | -- |  |
| I. ČLTK Praha, Štvanice, Praha, ČSSR červenec 1986 antuka (venku) |            |                                                                            |     |        |    |  |
| \| \| \| \| 1. \| 2. \| 3. \| \| \| -- \| \| -------------------------------------------------------------------------- \| --- \| ---- \| -- \| \| \| 1. \| \| Karmen Skuljová Astrid Sundeová \| 6 2 \| 6 1 \| \| \| \| 2. \| \| Sabrina Golešová Amy Jonssonová-Råholtová \| 6 2 \| 6 0 \| \| \| \| 3. \| \| Sabrina Golešová / Aila Winklerová Amy Jonsson-Råholtová / Astrid Sundeová \| 6 3 \| 7 62 \| \| \| \| \| \| \| \| \| \| \| \| \| \| \| \| \| \| \| \| \| \| \| \| \| \| \| \| \| \| \| \| \| \| \| \| \| \| \| \| \| \| \| |            |                                                                            |     |        |    |  |
| |            |                                                                            | 1.  | 2.     | 3. |  |
| 1. |            | Karmen Skuljová Astrid Sundeová                                            | 6 2 | 6 1    |    |  |
| 2. |            | Sabrina Golešová Amy Jonssonová-Råholtová                                  | 6 2 | 6 0    |    |  |
| 3. |            | Sabrina Golešová / Aila Winklerová Amy Jonsson-Råholtová / Astrid Sundeová | 6 3 | 7 62   |    |  |
| |            |                                                                            |     |        |    |  |
| |            |                                                                            |     |        |    |  |
| |            |                                                                            |     |        |    |  |
| |            |                                                                            |     |        |    |  |
| |            |                                                                            |     |        |    |  |

### Uruguay vs. Filipíny
| | Uruguay | 2 :                                                                                 | 1    | Filipíny |    |  |
| --- | ------- | ----------------------------------------------------------------------------------- | ---- | -------- | -- |  |
| I. ČLTK Praha, Štvanice, Praha, ČSSR červenec 1986 antuka (venku) |         |                                                                                     |      |          |    |  |
| \| \| \| \| 1. \| 2. \| 3. \| \| \| -- \| \| ----------------------------------------------------------------------------------- \| ---- \| --- \| -- \| \| \| 1. \| \| Silvana Casarettová Jennifer Saberonová \| 6 2 \| 6 4 \| \| \| \| 2. \| \| Fiorella Bonicelliová Dyan Castillejová \| 7 64 \| 6 1 \| \| \| \| 3. \| \| Fiorella Bonicelliová / Silvana Casarettová Dyan Castillejová / Jennifer Saberonová \| 4 6 \| 4 6 \| \| \| \| \| \| \| \| \| \| \| \| \| \| \| \| \| \| \| \| \| \| \| \| \| \| \| \| \| \| \| \| \| \| \| \| \| \| \| \| \| \| \| |         |                                                                                     |      |          |    |  |
| |         |                                                                                     | 1.   | 2.       | 3. |  |
| 1. |         | Silvana Casarettová Jennifer Saberonová                                             | 6 2  | 6 4      |    |  |
| 2. |         | Fiorella Bonicelliová Dyan Castillejová                                             | 7 64 | 6 1      |    |  |
| 3. |         | Fiorella Bonicelliová / Silvana Casarettová Dyan Castillejová / Jennifer Saberonová | 4 6  | 4 6      |    |  |
| |         |                                                                                     |      |          |    |  |
| |         |                                                                                     |      |          |    |  |
| |         |                                                                                     |      |          |    |  |
| |         |                                                                                     |      |          |    |  |
| |         |                                                                                     |      |          |    |  |

## Hlavní turnaj
| Účastníci      | Účastníci | Účastníci       | Účastníci   |
| Argentina      | Austrálie | Rakousko        | Belgie      |
| Brazílie       | Bulharsko | Kanada          | Čína        |
| Československo | Dánsko    | Egypt           | Francie     |
| Velká Británie | Řecko     | Maďarsko        | Indonésie   |
| Itálie         | Japonsko  | Malta           | Nizozemsko  |
| Nový Zéland    | Polsko    | Rumunsko        | Jižní Korea |
| Sovětský svaz  | Španělsko | Švédsko         | Švýcarsko   |
| Spojené státy  | Uruguay   | Západní Německo | Jugoslávie  |
| -------------- | --------- | --------------- | ----------- |

### Pavouk
|  | První kolo | První kolo      | První kolo      |   |                | Druhé kolo  | Druhé kolo | Druhé kolo     |   |  | Čtvrtfinále | Čtvrtfinále | Čtvrtfinále     |   |  | Semifinále | Semifinále | Semifinále     |   |  | Finále | Finále        | Finále |
|  |            |                 |                 |   |                |             |            |                |   |  |             |             |                 |   |  |            |            |                |   |  |        |               |        |
|  |            | Československo  | 3               |   |                |             |            |                |   |  |             |             |                 |   |  |            |            |                |   |  |        |               |        |
|  |            | Řecko           | 0               |   |                |             |            |                |   |  |             |             |                 |   |  |            |            |                |   |  |        |               |        |
|  |            | Řecko           | 0               |   | Československo | 3           |            |                |   |  |             |             |                 |   |  |            |            |                |   |  |        |               |        |
|  |            |                 |                 |   | Československo | 3           |            |                |   |  |             |             |                 |   |  |            |            |                |   |  |        |               |        |
|  |            |                 | Švýcarsko       | 0 |                |             |            |                |   |  |             |             |                 |   |  |            |            |                |   |  |        |               |        |
|  | Q          | Malta           | Švýcarsko       | 0 | 0              |             |            |                |   |  |             |             |                 |   |  |            |            |                |   |  |        |               |        |
|  | Q          | Malta           |                 |   | 0              |             |            |                |   |  |             |             |                 |   |  |            |            |                |   |  |        |               |        |
|  |            | Švýcarsko       | 3               |   |                |             |            |                |   |  |             |             |                 |   |  |            |            |                |   |  |        |               |        |
|  |            |                 |                 |   |                |             |            | Československo | 3 |  |             |             |                 |   |  |            |            |                |   |  |        |               |        |
|  |            |                 |                 |   |                |             |            |                | 3 |  |             |             |                 |   |  |            |            |                |   |  |        |               |        |
|  |            |                 | Austrálie       | 0 |                |             |            |                |   |  |             |             |                 |   |  |            |            |                |   |  |        |               |        |
|  |            | Velká Británie  | Austrálie       | 0 | 0              |             |            |                |   |  |             |             |                 |   |  |            |            |                |   |  |        |               |        |
|  |            | Velká Británie  |                 |   | 0              |             |            |                |   |  |             |             |                 |   |  |            |            |                |   |  |        |               |        |
|  |            | Dánsko          | 3               |   |                |             |            |                |   |  |             |             |                 |   |  |            |            |                |   |  |        |               |        |
|  |            | Dánsko          | 3               |   | Dánsko         | 1           |            |                |   |  |             |             |                 |   |  |            |            |                |   |  |        |               |        |
|  |            |                 |                 |   | Dánsko         | 1           |            |                |   |  |             |             |                 |   |  |            |            |                |   |  |        |               |        |
|  |            |                 | Austrálie       | 2 |                |             |            |                |   |  |             |             |                 |   |  |            |            |                |   |  |        |               |        |
|  |            | Maďarsko        | Austrálie       | 2 | 1              |             |            |                |   |  |             |             |                 |   |  |            |            |                |   |  |        |               |        |
|  |            | Maďarsko        |                 |   | 1              |             |            |                |   |  |             |             |                 |   |  |            |            |                |   |  |        |               |        |
|  |            | Austrálie       | 2               |   |                |             |            |                |   |  |             |             |                 |   |  |            |            |                |   |  |        |               |        |
|  |            |                 |                 |   |                |             |            |                |   |  |             |             | Československo  | 2 |  |            |            |                |   |  |        |               |        |
|  |            |                 |                 |   |                |             |            |                |   |  |             |             |                 |   |  |            |            |                |   |  |        |               |        |
|  |            |                 | Argentina       | 1 |                |             |            |                |   |  |             |             |                 |   |  |            |            |                |   |  |        |               |        |
|  |            | Nizozemsko      | Argentina       | 1 | 1              |             |            |                |   |  |             |             |                 |   |  |            |            |                |   |  |        |               |        |
|  |            | Nizozemsko      |                 |   | 1              |             |            |                |   |  |             |             |                 |   |  |            |            |                |   |  |        |               |        |
|  |            | Kanada          | 2               |   |                |             |            |                |   |  |             |             |                 |   |  |            |            |                |   |  |        |               |        |
|  |            | Kanada          | 2               |   | Kanada         | 0           |            |                |   |  |             |             |                 |   |  |            |            |                |   |  |        |               |        |
|  |            |                 |                 |   | Kanada         | 0           |            |                |   |  |             |             |                 |   |  |            |            |                |   |  |        |               |        |
|  |            |                 | Rakousko        | 3 |                |             |            |                |   |  |             |             |                 |   |  |            |            |                |   |  |        |               |        |
|  |            | Japonsko        | Rakousko        | 3 | 1              |             |            |                |   |  |             |             |                 |   |  |            |            |                |   |  |        |               |        |
|  |            | Japonsko        |                 |   | 1              |             |            |                |   |  |             |             |                 |   |  |            |            |                |   |  |        |               |        |
|  |            | Rakousko        | 2               |   |                |             |            |                |   |  |             |             |                 |   |  |            |            |                |   |  |        |               |        |
|  |            |                 |                 |   |                |             |            | Rakousko       | 0 |  |             |             |                 |   |  |            |            |                |   |  |        |               |        |
|  |            |                 |                 |   |                |             |            |                | 0 |  |             |             |                 |   |  |            |            |                |   |  |        |               |        |
|  |            |                 | Argentina       | 3 |                |             |            |                |   |  |             |             |                 |   |  |            |            |                |   |  |        |               |        |
|  | Q          | Egypt           | Argentina       | 3 | 0              |             |            |                |   |  |             |             |                 |   |  |            |            |                |   |  |        |               |        |
|  | Q          | Egypt           |                 |   | 0              |             |            |                |   |  |             |             |                 |   |  |            |            |                |   |  |        |               |        |
|  | Q          | Jižní Korea     | 3               |   |                |             |            |                |   |  |             |             |                 |   |  |            |            |                |   |  |        |               |        |
|  | Q          | Jižní Korea     | 3               |   | Q              | Jižní Korea | 1          |                |   |  |             |             |                 |   |  |            |            |                |   |  |        |               |        |
|  |            |                 |                 |   | Q              | Jižní Korea | 1          |                |   |  |             |             |                 |   |  |            |            |                |   |  |        |               |        |
|  |            |                 | Argentina       | 2 |                |             |            |                |   |  |             |             |                 |   |  |            |            |                |   |  |        |               |        |
|  | Q          | Uruguay         | Argentina       | 2 | 0              |             |            |                |   |  |             |             |                 |   |  |            |            |                |   |  |        |               |        |
|  | Q          | Uruguay         |                 |   | 0              |             |            |                |   |  |             |             |                 |   |  |            |            |                |   |  |        |               |        |
|  |            | Argentina       | 3               |   |                |             |            |                |   |  |             |             |                 |   |  |            |            |                |   |  |        |               |        |
|  |            |                 |                 |   |                |             |            |                |   |  |             |             |                 |   |  |            |            | Československo | 0 |  |        |               |        |
|  |            |                 |                 |   |                |             |            |                |   |  |             |             |                 |   |  |            |            | Československo | 0 |  |        |               |        |
|  |            |                 |                 |   |                |             |            |                |   |  |             |             |                 |   |  |            |            |                |   |  |        | Spojené státy | 3      |
|  |            | Bulharsko       | 2               |   |                |             |            |                |   |  |             |             |                 |   |  |            |            |                |   |  |        | Spojené státy | 3      |
|  |            | Bulharsko       | 2               |   |                |             |            |                |   |  |             |             |                 |   |  |            |            |                |   |  |        |               |        |
|  |            | Sovětský svaz   | 1               |   |                |             |            |                |   |  |             |             |                 |   |  |            |            |                |   |  |        |               |        |
|  |            | Sovětský svaz   | 1               |   | Bulharsko      | 2           |            |                |   |  |             |             |                 |   |  |            |            |                |   |  |        |               |        |
|  |            |                 |                 |   | Bulharsko      | 2           |            |                |   |  |             |             |                 |   |  |            |            |                |   |  |        |               |        |
|  |            |                 | Francie         | 1 |                |             |            |                |   |  |             |             |                 |   |  |            |            |                |   |  |        |               |        |
|  |            | Francie         | Francie         | 1 | 3              |             |            |                |   |  |             |             |                 |   |  |            |            |                |   |  |        |               |        |
|  |            | Francie         |                 |   | 3              |             |            |                |   |  |             |             |                 |   |  |            |            |                |   |  |        |               |        |
|  |            | Švédsko         | 0               |   |                |             |            |                |   |  |             |             |                 |   |  |            |            |                |   |  |        |               |        |
|  |            |                 |                 |   |                |             |            | Bulharsko      | 1 |  |             |             |                 |   |  |            |            |                |   |  |        |               |        |
|  |            |                 |                 |   |                |             |            |                | 1 |  |             |             |                 |   |  |            |            |                |   |  |        |               |        |
|  |            |                 | Západní Německo | 2 |                |             |            |                |   |  |             |             |                 |   |  |            |            |                |   |  |        |               |        |
|  |            | Brazílie        | Západní Německo | 2 | 2              |             |            |                |   |  |             |             |                 |   |  |            |            |                |   |  |        |               |        |
|  |            | Brazílie        |                 |   | 2              |             |            |                |   |  |             |             |                 |   |  |            |            |                |   |  |        |               |        |
|  | Q          | Rumunsko        | 1               |   |                |             |            |                |   |  |             |             |                 |   |  |            |            |                |   |  |        |               |        |
|  | Q          | Rumunsko        | 1               |   |                | Brazílie    | 1          |                |   |  |             |             |                 |   |  |            |            |                |   |  |        |               |        |
|  |            |                 |                 |   |                | Brazílie    | 1          |                |   |  |             |             |                 |   |  |            |            |                |   |  |        |               |        |
|  |            |                 | Západní Německo | 2 |                |             |            |                |   |  |             |             |                 |   |  |            |            |                |   |  |        |               |        |
|  | Q          | Belgie          | Západní Německo | 2 | 0              |             |            |                |   |  |             |             |                 |   |  |            |            |                |   |  |        |               |        |
|  | Q          | Belgie          |                 |   | 0              |             |            |                |   |  |             |             |                 |   |  |            |            |                |   |  |        |               |        |
|  |            | Západní Německo | 3               |   |                |             |            |                |   |  |             |             |                 |   |  |            |            |                |   |  |        |               |        |
|  |            |                 |                 |   |                |             |            |                |   |  |             |             | Západní Německo | 0 |  |            |            |                |   |  |        |               |        |
|  |            |                 |                 |   |                |             |            |                |   |  |             |             |                 |   |  |            |            |                |   |  |        |               |        |
|  |            |                 | Spojené státy   | 3 |                |             |            |                |   |  |             |             |                 |   |  |            |            |                |   |  |        |               |        |
|  |            | Itálie          | Spojené státy   | 3 | 2              |             |            |                |   |  |             |             |                 |   |  |            |            |                |   |  |        |               |        |
|  |            | Itálie          |                 |   | 2              |             |            |                |   |  |             |             |                 |   |  |            |            |                |   |  |        |               |        |
|  |            | Nový Zéland     | 1               |   |                |             |            |                |   |  |             |             |                 |   |  |            |            |                |   |  |        |               |        |
|  |            | Nový Zéland     | 1               |   | Itálie         | 2           |            |                |   |  |             |             |                 |   |  |            |            |                |   |  |        |               |        |
|  |            |                 |                 |   | Itálie         | 2           |            |                |   |  |             |             |                 |   |  |            |            |                |   |  |        |               |        |
|  |            | Q               | Jugoslávie      | 0 |                |             |            |                |   |  |             |             |                 |   |  |            |            |                |   |  |        |               |        |
|  | Q          | Q               | Jugoslávie      | 0 | Jugoslávie     | 3           |            |                |   |  |             |             |                 |   |  |            |            |                |   |  |        |               |        |
|  | Q          |                 |                 |   | Jugoslávie     | 3           |            |                |   |  |             |             |                 |   |  |            |            |                |   |  |        |               |        |
|  | Q          | Polsko          | 0               |   |                |             |            |                |   |  |             |             |                 |   |  |            |            |                |   |  |        |               |        |
|  | Q          | Polsko          | 0               |   |                |             |            |                |   |  | Itálie      | 1           |                 |   |  |            |            |                |   |  |        |               |        |
|  |            |                 |                 |   |                |             |            |                |   |  | Itálie      | 1           |                 |   |  |            |            |                |   |  |        |               |        |
|  |            |                 | Spojené státy   | 2 |                |             |            |                |   |  |             |             |                 |   |  |            |            |                |   |  |        |               |        |
|  |            | Španělsko       | Spojené státy   | 2 | 2              |             |            |                |   |  |             |             |                 |   |  |            |            |                |   |  |        |               |        |
|  |            | Španělsko       |                 |   | 2              |             |            |                |   |  |             |             |                 |   |  |            |            |                |   |  |        |               |        |
|  | Q          | Indonésie       | 1               |   |                |             |            |                |   |  |             |             |                 |   |  |            |            |                |   |  |        |               |        |
|  | Q          | Indonésie       | 1               |   |                | Španělsko   | 0          |                |   |  |             |             |                 |   |  |            |            |                |   |  |        |               |        |
|  |            |                 |                 |   |                | Španělsko   | 0          |                |   |  |             |             |                 |   |  |            |            |                |   |  |        |               |        |
|  |            |                 | Spojené státy   | 3 |                |             |            |                |   |  |             |             |                 |   |  |            |            |                |   |  |        |               |        |
|  | Q          | Čína            | Spojené státy   | 3 | 0              |             |            |                |   |  |             |             |                 |   |  |            |            |                |   |  |        |               |        |
|  | Q          | Čína            |                 |   | 0              |             |            |                |   |  |             |             |                 |   |  |            |            |                |   |  |        |               |        |
|  |            | Spojené státy   | 3               |   |                |             |            |                |   |  |             |             |                 |   |  |            |            |                |   |  |        |               |        |

Poražení z prvního kola odehráli turnaj útěchy.

### První kolo

#### Československo vs. Řecko
| | Československo | 3 :                                                                                 | 0   | Řecko |     |  |
| --- | -------------- | ----------------------------------------------------------------------------------- | --- | ----- | --- |  |
| I. ČLTK Praha, Štvanice, Praha, ČSSR červenec 1986 antuka (venku) |                |                                                                                     |     |       |     |  |
| \| \| \| \| 1. \| 2. \| 3. \| \| \| -- \| \| ----------------------------------------------------------------------------------- \| --- \| --- \| --- \| \| \| 1. \| \| Helena Suková Olga Tsarbopoulouová \| 6 2 \| 6 0 \| \| \| \| 2. \| \| Hana Mandlíková Angelika Kanellopoulouová \| 6 1 \| 5 7 \| 6 3 \| \| \| 3. \| \| Andrea Holíková / Regina Maršíková Angelika Kanellopoulouová / Olga Tsarbopoulouová \| 6 3 \| 6 0 \| \| \| \| \| \| \| \| \| \| \| \| \| \| \| \| \| \| \| \| \| \| \| \| \| \| \| \| \| \| \| \| \| \| \| \| \| \| \| \| \| \| \| |                |                                                                                     |     |       |     |  |
| |                |                                                                                     | 1.  | 2.    | 3.  |  |
| 1. |                | Helena Suková Olga Tsarbopoulouová                                                  | 6 2 | 6 0   |     |  |
| 2. |                | Hana Mandlíková Angelika Kanellopoulouová                                           | 6 1 | 5 7   | 6 3 |  |
| 3. |                | Andrea Holíková / Regina Maršíková Angelika Kanellopoulouová / Olga Tsarbopoulouová | 6 3 | 6 0   |     |  |
| |                |                                                                                     |     |       |     |  |
| |                |                                                                                     |     |       |     |  |
| |                |                                                                                     |     |       |     |  |
| |                |                                                                                     |     |       |     |  |
| |                |                                                                                     |     |       |     |  |

#### Malta vs. Švýcarsko
| | Malta | 0 :                                                                                                 | 3   | Švýcarsko |     |  |
| --- | ----- | --------------------------------------------------------------------------------------------------- | --- | --------- | --- |  |
| I. ČLTK Praha, Štvanice, Praha, ČSSR červenec 1986 antuka (venku) |       | |     |           |     |  |
| \| \| \| \| 1. \| 2. \| 3. \| \| \| -- \| \| --------------------------------------------------------------------------------------------------- \| --- \| --- \| --- \| \| \| 1. \| \| Alexia Gerová Celine Cohenová \| 0 6 \| 1 6 \| \| \| \| 2. \| \| Carol Cassarová-Torreggianiová Christiane Jolissaintová \| 1 \| 1 \| \| \| \| 3. \| \| Katherine Camilleriová / Carol Cassar-Torreggianiová Christiane Jolissaintová / Anne-Marie Rüeggová \| 4 6 \| 6 3 \| 6 8 \| \| \| \| \| \| \| \| \| \| \| \| \| \| \| \| \| \| \| \| \| \| \| \| \| \| \| \| \| \| \| \| \| \| \| \| \| \| \| \| \| \| |       | |     |           |     |  |
| |       | | 1.  | 2.        | 3.  |  |
| 1. |       | Alexia Gerová Celine Cohenová                                                                       | 0 6 | 1 6       |     |  |
| 2. |       | Carol Cassarová-Torreggianiová Christiane Jolissaintová                                             | 1   | 1         |     |  |
| 3. |       | Katherine Camilleriová / Carol Cassar-Torreggianiová Christiane Jolissaintová / Anne-Marie Rüeggová | 4 6 | 6 3       | 6 8 |  |
| |       | |     |           |     |  |
| |       | |     |           |     |  |
| |       | |     |           |     |  |
| |       | |     |           |     |  |
| |       | |     |           |     |  |

#### Velká Británie vs. Dánsko
| | Velká Británie | 0 :                                                                 | 3   | Dánsko |     |  |
| --- | -------------- | ------------------------------------------------------------------- | --- | ------ | --- |  |
| I. ČLTK Praha, Štvanice, Praha, ČSSR červenec 1986 antuka (venku) |                |                                                                     |     |        |     |  |
| \| \| \| \| 1. \| 2. \| 3. \| \| \| -- \| \| ------------------------------------------------------------------- \| --- \| ---- \| --- \| \| \| 1. \| \| Anne Hobbsová Lone Vandborgová \| 6 3 \| 5 7 \| 3 6 \| \| \| 2. \| \| Jo Durieová Tine Scheuerová-Larsenová \| 3 6 \| 1 6 \| \| \| \| 3. \| \| Jo Durieová / Anne Hobbs Anne Møllerová / Tine Scheuerová-Larsenová \| 2 6 \| 61 7 \| \| \| \| \| \| \| \| \| \| \| \| \| \| \| \| \| \| \| \| \| \| \| \| \| \| \| \| \| \| \| \| \| \| \| \| \| \| \| \| \| \| \| |                |                                                                     |     |        |     |  |
| |                |                                                                     | 1.  | 2.     | 3.  |  |
| 1. |                | Anne Hobbsová Lone Vandborgová                                      | 6 3 | 5 7    | 3 6 |  |
| 2. |                | Jo Durieová Tine Scheuerová-Larsenová                               | 3 6 | 1 6    |     |  |
| 3. |                | Jo Durieová / Anne Hobbs Anne Møllerová / Tine Scheuerová-Larsenová | 2 6 | 61 7   |     |  |
| |                |                                                                     |     |        |     |  |
| |                |                                                                     |     |        |     |  |
| |                |                                                                     |     |        |     |  |
| |                |                                                                     |     |        |     |  |
| |                |                                                                     |     |        |     |  |

#### Maďarsko vs. Austrálie
| | Maďarsko | 1 :                                                                             | 2   | Austrálie |     |  |
| --- | -------- | ------------------------------------------------------------------------------- | --- | --------- | --- |  |
| I. ČLTK Praha, Štvanice, Praha, ČSSR červenec 1986 antuka (venku) |          |                                                                                 |     |           |     |  |
| \| \| \| \| 1. \| 2. \| 3. \| \| \| -- \| \| ------------------------------------------------------------------------------- \| --- \| --- \| --- \| \| \| 1. \| \| Csilla Cserépyová Anne Minterová \| 1 6 \| 4 6 \| \| \| \| 2. \| \| Andrea Temesváriová Wendy Turnbullová \| 6 1 \| 6 1 \| \| \| \| 3. \| \| Csilla Cserépyová / Andrea Temesváriová Elizabeth Smylieová / Wendy Turnbullová \| 7 5 \| 4 6 \| 0 6 \| \| \| \| \| \| \| \| \| \| \| \| \| \| \| \| \| \| \| \| \| \| \| \| \| \| \| \| \| \| \| \| \| \| \| \| \| \| \| \| \| \| |          |                                                                                 |     |           |     |  |
| |          |                                                                                 | 1.  | 2.        | 3.  |  |
| 1. |          | Csilla Cserépyová Anne Minterová                                                | 1 6 | 4 6       |     |  |
| 2. |          | Andrea Temesváriová Wendy Turnbullová                                           | 6 1 | 6 1       |     |  |
| 3. |          | Csilla Cserépyová / Andrea Temesváriová Elizabeth Smylieová / Wendy Turnbullová | 7 5 | 4 6       | 0 6 |  |
| |          |                                                                                 |     |           |     |  |
| |          |                                                                                 |     |           |     |  |
| |          |                                                                                 |     |           |     |  |
| |          |                                                                                 |     |           |     |  |
| |          |                                                                                 |     |           |     |  |

#### Nizozemsko vs. Kanada
| | Nizozemsko | 1 :                                                                                      | 2   | Kanada |     |  |
| --- | ---------- | ---------------------------------------------------------------------------------------- | --- | ------ | --- |  |
| I. ČLTK Praha, Štvanice, Praha, ČSSR červenec 1986 antuka (venku) |            |                                                                                          |     |        |     |  |
| \| \| \| \| 1. \| 2. \| 3. \| \| \| -- \| \| ---------------------------------------------------------------------------------------- \| --- \| ---- \| --- \| \| \| 1. \| \| Hellas Ter Rietová Helen Kelesiová \| 6 2 \| 7 65 \| \| \| \| 2. \| \| Marianne Van Der Torreová Carling Bassettová \| 2 6 \| 0 6 \| \| \| \| 3. \| \| Hellas Ter Rietová / Marianne Van Der Torreová Carling Bassettová / Jill Hetheringtonová \| 6 5 \| 3 6 \| 1 6 \| \| \| \| \| \| \| \| \| \| \| \| \| \| \| \| \| \| \| \| \| \| \| \| \| \| \| \| \| \| \| \| \| \| \| \| \| \| \| \| \| \| |            |                                                                                          |     |        |     |  |
| |            |                                                                                          | 1.  | 2.     | 3.  |  |
| 1. |            | Hellas Ter Rietová Helen Kelesiová                                                       | 6 2 | 7 65   |     |  |
| 2. |            | Marianne Van Der Torreová Carling Bassettová                                             | 2 6 | 0 6    |     |  |
| 3. |            | Hellas Ter Rietová / Marianne Van Der Torreová Carling Bassettová / Jill Hetheringtonová | 6 5 | 3 6    | 1 6 |  |
| |            |                                                                                          |     |        |     |  |
| |            |                                                                                          |     |        |     |  |
| |            |                                                                                          |     |        |     |  |
| |            |                                                                                          |     |        |     |  |
| |            |                                                                                          |     |        |     |  |

#### Japonsko vs. Rakousko
| | Japonsko | 1 :                                                                  | 2   | Rakousko |     |  |
| --- | -------- | -------------------------------------------------------------------- | --- | -------- | --- |  |
| I. ČLTK Praha, Štvanice, Praha, ČSSR červenec 1986 antuka (venku) |          |                                                                      |     |          |     |  |
| \| \| \| \| 1. \| 2. \| 3. \| \| \| -- \| \| -------------------------------------------------------------------- \| --- \| --- \| --- \| \| \| 1. \| \| Masako Janagiová Judith Wiesnerová \| 6 0 \| 2 6 \| 5 7 \| \| \| 2. \| \| Ecuko Inoueová Petra Huberová \| 3 6 \| 4 6 \| \| \| \| 3. \| \| Ecuko Inoueová / Masako Janagiová Petra Huberová / Judith Wiesnerová \| 6 1 \| 2 6 \| 8 6 \| \| \| \| \| \| \| \| \| \| \| \| \| \| \| \| \| \| \| \| \| \| \| \| \| \| \| \| \| \| \| \| \| \| \| \| \| \| \| \| \| \| |          |                                                                      |     |          |     |  |
| |          |                                                                      | 1.  | 2.       | 3.  |  |
| 1. |          | Masako Janagiová Judith Wiesnerová                                   | 6 0 | 2 6      | 5 7 |  |
| 2. |          | Ecuko Inoueová Petra Huberová                                        | 3 6 | 4 6      |     |  |
| 3. |          | Ecuko Inoueová / Masako Janagiová Petra Huberová / Judith Wiesnerová | 6 1 | 2 6      | 8 6 |  |
| |          |                                                                      |     |          |     |  |
| |          |                                                                      |     |          |     |  |
| |          |                                                                      |     |          |     |  |
| |          |                                                                      |     |          |     |  |
| |          |                                                                      |     |          |     |  |

#### Egypt vs. Jižní Korea
| | Egypt | 0 :                                                        | 3   | Jižní Korea |    |  |
| --- | ----- | ---------------------------------------------------------- | --- | ----------- | -- |  |
| I. ČLTK Praha, Štvanice, Praha, ČSSR červenec 1986 antuka (venku) |       |                                                            |     |             |    |  |
| \| \| \| \| 1. \| 2. \| 3. \| \| \| -- \| \| ---------------------------------------------------------- \| --- \| --- \| -- \| \| \| 1. \| \| Shahira Tawfiková Park Jeom-re \| 0 6 \| 0 6 \| \| \| \| 2. \| \| Anjy Fahmyv Lee Jeong-soon \| 0 6 \| 1 6 \| \| \| \| 3. \| \| Anjy Fahmyová / Shahira Tawfiková Kim Il-soon / Kim Soo-ok \| 0 6 \| 0 6 \| \| \| \| \| \| \| \| \| \| \| \| \| \| \| \| \| \| \| \| \| \| \| \| \| \| \| \| \| \| \| \| \| \| \| \| \| \| \| \| \| \| \| |       |                                                            |     |             |    |  |
| |       |                                                            | 1.  | 2.          | 3. |  |
| 1. |       | Shahira Tawfiková Park Jeom-re                             | 0 6 | 0 6         |    |  |
| 2. |       | Anjy Fahmyv Lee Jeong-soon                                 | 0 6 | 1 6         |    |  |
| 3. |       | Anjy Fahmyová / Shahira Tawfiková Kim Il-soon / Kim Soo-ok | 0 6 | 0 6         |    |  |
| |       |                                                            |     |             |    |  |
| |       |                                                            |     |             |    |  |
| |       |                                                            |     |             |    |  |
| |       |                                                            |     |             |    |  |
| |       |                                                            |     |             |    |  |

#### Uruguay vs. Argentina
| | Uruguay | 0 :                                                                                | 3   | Argentina |    |  |
| --- | ------- | ---------------------------------------------------------------------------------- | --- | --------- | -- |  |
| I. ČLTK Praha, Štvanice, Praha, ČSSR červenec 1986 antuka (venku) |         |                                                                                    |     |           |    |  |
| \| \| \| \| 1. \| 2. \| 3. \| \| \| -- \| \| ---------------------------------------------------------------------------------- \| --- \| --- \| -- \| \| \| 1. \| \| Silvana Casarettová Mercedes Pazová \| 1 6 \| 0 6 \| \| \| \| 2. \| \| Fiorella Bonicelliová Gabriela Sabatiniová \| 1 6 \| 1 6 \| \| \| \| 3. \| \| Fiorella Bonicelliová / Silvana Casarettová Mercedes Pazová / Gabriela Sabatiniová \| 1 6 \| 1 6 \| \| \| \| \| \| \| \| \| \| \| \| \| \| \| \| \| \| \| \| \| \| \| \| \| \| \| \| \| \| \| \| \| \| \| \| \| \| \| \| \| \| \| |         |                                                                                    |     |           |    |  |
| |         |                                                                                    | 1.  | 2.        | 3. |  |
| 1. |         | Silvana Casarettová Mercedes Pazová                                                | 1 6 | 0 6       |    |  |
| 2. |         | Fiorella Bonicelliová Gabriela Sabatiniová                                         | 1 6 | 1 6       |    |  |
| 3. |         | Fiorella Bonicelliová / Silvana Casarettová Mercedes Pazová / Gabriela Sabatiniová | 1 6 | 1 6       |    |  |
| |         |                                                                                    |     |           |    |  |
| |         |                                                                                    |     |           |    |  |
| |         |                                                                                    |     |           |    |  |
| |         |                                                                                    |     |           |    |  |
| |         |                                                                                    |     |           |    |  |

#### Bulharsko vs. Sovětský svaz
| | Bulharsko | 2 :                                                                             | 1   | Sovětský svaz |     |  |
| --- | --------- | ------------------------------------------------------------------------------- | --- | ------------- | --- |  |
| I. ČLTK Praha, Štvanice, Praha, ČSSR červenec 1986 antuka (venku) |           |                                                                                 |     |               |     |  |
| \| \| \| \| 1. \| 2. \| 3. \| \| \| -- \| \| ------------------------------------------------------------------------------- \| --- \| --- \| --- \| \| \| 1. \| \| Katerina Malejevová Nataša Zverevová \| 4 6 \| 6 1 \| 6 2 \| \| \| 2. \| \| Manuela Malejevová Larisa Savčenková \| 6 2 \| 6 1 \| \| \| \| 3. \| \| Katerina Malejevová / Manuela Malejevová Světlana Černěvová / Larisa Savčenková \| 6 1 \| 4 6 \| 1 6 \| \| \| \| \| \| \| \| \| \| \| \| \| \| \| \| \| \| \| \| \| \| \| \| \| \| \| \| \| \| \| \| \| \| \| \| \| \| \| \| \| \| |           |                                                                                 |     |               |     |  |
| |           |                                                                                 | 1.  | 2.            | 3.  |  |
| 1. |           | Katerina Malejevová Nataša Zverevová                                            | 4 6 | 6 1           | 6 2 |  |
| 2. |           | Manuela Malejevová Larisa Savčenková                                            | 6 2 | 6 1           |     |  |
| 3. |           | Katerina Malejevová / Manuela Malejevová Světlana Černěvová / Larisa Savčenková | 6 1 | 4 6           | 1 6 |  |
| |           |                                                                                 |     |               |     |  |
| |           |                                                                                 |     |               |     |  |
| |           |                                                                                 |     |               |     |  |
| |           |                                                                                 |     |               |     |  |
| |           |                                                                                 |     |               |     |  |

#### Francie vs. Švédsko
| | Francie | 3 :                                                                                | 0   | Švédsko |     |  |
| --- | ------- | ---------------------------------------------------------------------------------- | --- | ------- | --- |  |
| I. ČLTK Praha, Štvanice, Praha, ČSSR červenec 1986 antuka (venku) |         |                                                                                    |     |         |     |  |
| \| \| \| \| 1. \| 2. \| 3. \| \| \| -- \| \| ---------------------------------------------------------------------------------- \| --- \| --- \| --- \| \| \| 1. \| \| Isabelle Demongeotová Helena Dahlströmová \| 6 4 \| 6 1 \| \| \| \| 2. \| \| Catherine Tanvierová Catarina Lindqvistová \| 4 6 \| 6 2 \| 6 0 \| \| \| 3. \| \| Pascale Paradisová / Nathalie Tauziatová Helena Dahlströmová / Monika Lundqvistová \| 6 3 \| 5 7 \| 6 2 \| \| \| \| \| \| \| \| \| \| \| \| \| \| \| \| \| \| \| \| \| \| \| \| \| \| \| \| \| \| \| \| \| \| \| \| \| \| \| \| \| \| |         |                                                                                    |     |         |     |  |
| |         |                                                                                    | 1.  | 2.      | 3.  |  |
| 1. |         | Isabelle Demongeotová Helena Dahlströmová                                          | 6 4 | 6 1     |     |  |
| 2. |         | Catherine Tanvierová Catarina Lindqvistová                                         | 4 6 | 6 2     | 6 0 |  |
| 3. |         | Pascale Paradisová / Nathalie Tauziatová Helena Dahlströmová / Monika Lundqvistová | 6 3 | 5 7     | 6 2 |  |
| |         |                                                                                    |     |         |     |  |
| |         |                                                                                    |     |         |     |  |
| |         |                                                                                    |     |         |     |  |
| |         |                                                                                    |     |         |     |  |
| |         |                                                                                    |     |         |     |  |

#### Brazílie vs. Rumunsko
| | Brazílie | 2 :                                                                  | 1    | Rumunsko |     |  |
| --- | -------- | -------------------------------------------------------------------- | ---- | -------- | --- |  |
| I. ČLTK Praha, Štvanice, Praha, ČSSR červenec 1986 antuka (venku) |          |                                                                      |      |          |     |  |
| \| \| \| \| 1. \| 2. \| 3. \| \| \| -- \| \| -------------------------------------------------------------------- \| ---- \| --- \| --- \| \| \| 1. \| \| Neige Diasová Teodora Tacheová \| 7 63 \| 6 3 \| \| \| \| 2. \| \| Patricia Medradová Daniela Moiseová \| 3 6 \| 2 6 \| \| \| \| 3. \| \| Neige Diasová / Patricia Medrado Daniela Moiseová / Teodora Tacheová \| 6 2 \| 4 6 \| 6 1 \| \| \| \| \| \| \| \| \| \| \| \| \| \| \| \| \| \| \| \| \| \| \| \| \| \| \| \| \| \| \| \| \| \| \| \| \| \| \| \| \| \| |          |                                                                      |      |          |     |  |
| |          |                                                                      | 1.   | 2.       | 3.  |  |
| 1. |          | Neige Diasová Teodora Tacheová                                       | 7 63 | 6 3      |     |  |
| 2. |          | Patricia Medradová Daniela Moiseová                                  | 3 6  | 2 6      |     |  |
| 3. |          | Neige Diasová / Patricia Medrado Daniela Moiseová / Teodora Tacheová | 6 2  | 4 6      | 6 1 |  |
| |          |                                                                      |      |          |     |  |
| |          |                                                                      |      |          |     |  |
| |          |                                                                      |      |          |     |  |
| |          |                                                                      |      |          |     |  |
| |          |                                                                      |      |          |     |  |

#### Belgie vs. Západní Německo
| | Belgie | 3 :                                                                              | 0   | Západní Německo |     |  |
| --- | ------ | -------------------------------------------------------------------------------- | --- | --------------- | --- |  |
| I. ČLTK Praha, Štvanice, Praha, ČSSR červenec 1986 antuka (venku) |        |                                                                                  |     |                 |     |  |
| \| \| \| \| 1. \| 2. \| 3. \| \| \| -- \| \| -------------------------------------------------------------------------------- \| --- \| --- \| --- \| \| \| 1. \| \| Sandra Wassermanová Claudia Kohdeová-Kilschová \| 6 4 \| 1 6 \| 1 6 \| \| \| 2. \| \| Ann Devriesová Steffi Grafová \| 3 6 \| 1 6 \| \| \| \| 3. \| \| Ann Devriesová / Sandra Wassermanová Steffi Grafová / Claudia Kohdeová-Kilschová \| 1 6 \| 5 7 \| \| \| \| \| \| \| \| \| \| \| \| \| \| \| \| \| \| \| \| \| \| \| \| \| \| \| \| \| \| \| \| \| \| \| \| \| \| \| \| \| \| \| |        |                                                                                  |     |                 |     |  |
| |        |                                                                                  | 1.  | 2.              | 3.  |  |
| 1. |        | Sandra Wassermanová Claudia Kohdeová-Kilschová                                   | 6 4 | 1 6             | 1 6 |  |
| 2. |        | Ann Devriesová Steffi Grafová                                                    | 3 6 | 1 6             |     |  |
| 3. |        | Ann Devriesová / Sandra Wassermanová Steffi Grafová / Claudia Kohdeová-Kilschová | 1 6 | 5 7             |     |  |
| |        |                                                                                  |     |                 |     |  |
| |        |                                                                                  |     |                 |     |  |
| |        |                                                                                  |     |                 |     |  |
| |        |                                                                                  |     |                 |     |  |
| |        |                                                                                  |     |                 |     |  |

#### Itálie vs. Nový Zéland
| | Itálie | 2 :                                                                               | 1   | Nový Zéland |    |  |
| --- | ------ | --------------------------------------------------------------------------------- | --- | ----------- | -- |  |
| I. ČLTK Praha, Štvanice, Praha, ČSSR červenec 1986 antuka (venku) |        |                                                                                   |     |             |    |  |
| \| \| \| \| 1. \| 2. \| 3. \| \| \| -- \| \| --------------------------------------------------------------------------------- \| --- \| --- \| -- \| \| \| 1. \| \| Laura Garroneová Julie Richardsonová \| 6 1 \| 6 1 \| \| \| \| 2. \| \| Raffaella Reggiová Belinda Cordwellová \| 6 3 \| 6 4 \| \| \| \| 3. \| \| Sandra Cecchiniová / Raffaella Reggiová Belinda Cordwellová / Julie Richardsonová \| 3 6 \| 3 6 \| \| \| \| \| \| \| \| \| \| \| \| \| \| \| \| \| \| \| \| \| \| \| \| \| \| \| \| \| \| \| \| \| \| \| \| \| \| \| \| \| \| \| |        |                                                                                   |     |             |    |  |
| |        |                                                                                   | 1.  | 2.          | 3. |  |
| 1. |        | Laura Garroneová Julie Richardsonová                                              | 6 1 | 6 1         |    |  |
| 2. |        | Raffaella Reggiová Belinda Cordwellová                                            | 6 3 | 6 4         |    |  |
| 3. |        | Sandra Cecchiniová / Raffaella Reggiová Belinda Cordwellová / Julie Richardsonová | 3 6 | 3 6         |    |  |
| |        |                                                                                   |     |             |    |  |
| |        |                                                                                   |     |             |    |  |
| |        |                                                                                   |     |             |    |  |
| |        |                                                                                   |     |             |    |  |
| |        |                                                                                   |     |             |    |  |

#### Jugoslávie vs. Polsko
| | Jugoslávie | 3 :                                                                        | 0   | Polsko |    |  |
| --- | ---------- | -------------------------------------------------------------------------- | --- | ------ | -- |  |
| I. ČLTK Praha, Štvanice, Praha, ČSSR červenec 1986 antuka (venku) |            |                                                                            |     |        |    |  |
| \| \| \| \| 1. \| 2. \| 3. \| \| \| -- \| \| -------------------------------------------------------------------------- \| --- \| --- \| -- \| \| \| 1. \| \| Karmen Skuljová Ewa Zerdecká \| 6 3 \| 7 5 \| \| \| \| 2. \| \| Sabrina Golešová Monika Wanieková \| 6 3 \| 6 3 \| \| \| \| 3. \| \| Sabrina Golešová / Aila Winklerová Monika Wanieková / Renata Skrzypczynská \| 6 4 \| 6 3 \| \| \| \| \| \| \| \| \| \| \| \| \| \| \| \| \| \| \| \| \| \| \| \| \| \| \| \| \| \| \| \| \| \| \| \| \| \| \| \| \| \| \| |            |                                                                            |     |        |    |  |
| |            |                                                                            | 1.  | 2.     | 3. |  |
| 1. |            | Karmen Skuljová Ewa Zerdecká                                               | 6 3 | 7 5    |    |  |
| 2. |            | Sabrina Golešová Monika Wanieková                                          | 6 3 | 6 3    |    |  |
| 3. |            | Sabrina Golešová / Aila Winklerová Monika Wanieková / Renata Skrzypczynská | 6 4 | 6 3    |    |  |
| |            |                                                                            |     |        |    |  |
| |            |                                                                            |     |        |    |  |
| |            |                                                                            |     |        |    |  |
| |            |                                                                            |     |        |    |  |
| |            |                                                                            |     |        |    |  |

#### Španělsko vs. Indonésie
| | Španělsko | 2 :                                                                                   | 1    | Indonésie |     |  |
| --- | --------- | ------------------------------------------------------------------------------------- | ---- | --------- | --- |  |
| I. ČLTK Praha, Štvanice, Praha, ČSSR červenec 1986 antuka (venku) |           |                                                                                       |      |           |     |  |
| \| \| \| \| 1. \| 2. \| 3. \| \| \| -- \| \| ------------------------------------------------------------------------------------- \| ---- \| ----- \| --- \| \| \| 1. \| \| María José Llorcová Yayuk Basukiová \| 2 6 \| 78 66 \| 6 3 \| \| \| 2. \| \| Arantxa Sánchezová Vicariová Suzanna Anggarkusumová \| 7 62 \| 6 3 \| \| \| \| 3. \| \| Ana Almansová / Arantxa Sánchezová Vicariová Suzanna Anggarkusumová / Yayuk Basukiová \| 5 7 \| 4 6 \| \| \| \| \| \| \| \| \| \| \| \| \| \| \| \| \| \| \| \| \| \| \| \| \| \| \| \| \| \| \| \| \| \| \| \| \| \| \| \| \| \| \| |           |                                                                                       |      |           |     |  |
| |           |                                                                                       | 1.   | 2.        | 3.  |  |
| 1. |           | María José Llorcová Yayuk Basukiová                                                   | 2 6  | 78 66     | 6 3 |  |
| 2. |           | Arantxa Sánchezová Vicariová Suzanna Anggarkusumová                                   | 7 62 | 6 3       |     |  |
| 3. |           | Ana Almansová / Arantxa Sánchezová Vicariová Suzanna Anggarkusumová / Yayuk Basukiová | 5 7  | 4 6       |     |  |
| |           |                                                                                       |      |           |     |  |
| |           |                                                                                       |      |           |     |  |
| |           |                                                                                       |      |           |     |  |
| |           |                                                                                       |      |           |     |  |
| |           |                                                                                       |      |           |     |  |

#### Čínská lidová republika vs. Spojené státy americké
| | Čínská lidová republika | 0 :                                                           | 3   | Spojené státy americké |    |  |
| --- | ----------------------- | ------------------------------------------------------------- | --- | ---------------------- | -- |  |
| I. ČLTK Praha, Štvanice, Praha, ČSSR červenec 1986 antuka (venku) |                         |                                                               |     |                        |    |  |
| \| \| \| \| 1. \| 2. \| 3. \| \| \| -- \| \| ------------------------------------------------------------- \| --- \| --- \| -- \| \| \| 1. \| \| Zhong Ni Zina Garrisonová \| 3 6 \| 2 6 \| \| \| \| 2. \| \| Li Xin-Yi Martina Navrátilová \| 1 6 \| 0 6 \| \| \| \| 3. \| \| Duan Li-Lan / Pu Xin-Fen Martina Navrátilová / Pam Shriverová \| 2 6 \| 0 6 \| \| \| \| \| \| \| \| \| \| \| \| \| \| \| \| \| \| \| \| \| \| \| \| \| \| \| \| \| \| \| \| \| \| \| \| \| \| \| \| \| \| \| |                         |                                                               |     |                        |    |  |
| |                         |                                                               | 1.  | 2.                     | 3. |  |
| 1. |                         | Zhong Ni Zina Garrisonová                                     | 3 6 | 2 6                    |    |  |
| 2. |                         | Li Xin-Yi Martina Navrátilová                                 | 1 6 | 0 6                    |    |  |
| 3. |                         | Duan Li-Lan / Pu Xin-Fen Martina Navrátilová / Pam Shriverová | 2 6 | 0 6                    |    |  |
| |                         |                                                               |     |                        |    |  |
| |                         |                                                               |     |                        |    |  |
| |                         |                                                               |     |                        |    |  |
| |                         |                                                               |     |                        |    |  |
| |                         |                                                               |     |                        |    |  |

### Druhé kolo

#### Československo vs. Švýcarsko
| | Československo | 3 :                                                                           | 0   | Švýcarsko |     |  |
| --- | -------------- | ----------------------------------------------------------------------------- | --- | --------- | --- |  |
| I. ČLTK Praha, Štvanice, Praha, ČSSR červenec 1986 antuka (venku) |                |                                                                               |     |           |     |  |
| \| \| \| \| 1. \| 2. \| 3. \| \| \| -- \| \| ----------------------------------------------------------------------------- \| --- \| --- \| --- \| \| \| 1. \| \| Helena Suková Celine Cohenová \| 6 1 \| 6 2 \| \| \| \| 2. \| \| Hana Mandlíková Christiane Jolissaintová \| 6 4 \| 6 1 \| \| \| \| 3. \| \| Andrea Holíková / Regina Maršíková Celine Cohenová / Christiane Jolissaintová \| 6 4 \| 1 6 \| 9 7 \| \| \| \| \| \| \| \| \| \| \| \| \| \| \| \| \| \| \| \| \| \| \| \| \| \| \| \| \| \| \| \| \| \| \| \| \| \| \| \| \| \| |                |                                                                               |     |           |     |  |
| |                |                                                                               | 1.  | 2.        | 3.  |  |
| 1. |                | Helena Suková Celine Cohenová                                                 | 6 1 | 6 2       |     |  |
| 2. |                | Hana Mandlíková Christiane Jolissaintová                                      | 6 4 | 6 1       |     |  |
| 3. |                | Andrea Holíková / Regina Maršíková Celine Cohenová / Christiane Jolissaintová | 6 4 | 1 6       | 9 7 |  |
| |                |                                                                               |     |           |     |  |
| |                |                                                                               |     |           |     |  |
| |                |                                                                               |     |           |     |  |
| |                |                                                                               |     |           |     |  |
| |                |                                                                               |     |           |     |  |

#### Dánsko vs. Austrálie
| | Dánsko | 1 :                                                                                | 2   | Austrálie |     |  |
| --- | ------ | ---------------------------------------------------------------------------------- | --- | --------- | --- |  |
| I. ČLTK Praha, Štvanice, Praha, ČSSR červenec 1986 antuka (venku) |        |                                                                                    |     |           |     |  |
| \| \| \| \| 1. \| 2. \| 3. \| \| \| -- \| \| ---------------------------------------------------------------------------------- \| --- \| --- \| --- \| \| \| 1. \| \| Lone Vandborgová Anne Minterová \| 1 6 \| 1 6 \| \| \| \| 2. \| \| Tine Scheuerová-Larsenová Elizabeth Smylieová \| 6 1 \| 6 0 \| \| \| \| 3. \| \| Anne Møllerová / Tine Scheuerová-Larsenová Elizabeth Smylieová / Wendy Turnbullová \| 2 6 \| 7 5 \| 1 6 \| \| \| \| \| \| \| \| \| \| \| \| \| \| \| \| \| \| \| \| \| \| \| \| \| \| \| \| \| \| \| \| \| \| \| \| \| \| \| \| \| \| |        |                                                                                    |     |           |     |  |
| |        |                                                                                    | 1.  | 2.        | 3.  |  |
| 1. |        | Lone Vandborgová Anne Minterová                                                    | 1 6 | 1 6       |     |  |
| 2. |        | Tine Scheuerová-Larsenová Elizabeth Smylieová                                      | 6 1 | 6 0       |     |  |
| 3. |        | Anne Møllerová / Tine Scheuerová-Larsenová Elizabeth Smylieová / Wendy Turnbullová | 2 6 | 7 5       | 1 6 |  |
| |        |                                                                                    |     |           |     |  |
| |        |                                                                                    |     |           |     |  |
| |        |                                                                                    |     |           |     |  |
| |        |                                                                                    |     |           |     |  |
| |        |                                                                                    |     |           |     |  |

#### Kanada vs. Rakousko
| | Kanada | 0 :                                                                     | 3   | Rakousko |     |  |
| --- | ------ | ----------------------------------------------------------------------- | --- | -------- | --- |  |
| I. ČLTK Praha, Štvanice, Praha, ČSSR červenec 1986 antuka (venku) |        |                                                                         |     |          |     |  |
| \| \| \| \| 1. \| 2. \| 3. \| \| \| -- \| \| ----------------------------------------------------------------------- \| --- \| ---- \| --- \| \| \| 1. \| \| Helen Kelesiová Judith Wiesnerová \| 2 6 \| 3 6 \| \| \| \| 2. \| \| Carling Bassettová Petra Huberová \| 6 2 \| 3 6 \| 4 6 \| \| \| 3. \| \| Jill Hetheringtonová / Jane Youngová Petra Huberová / Judith Wiesnerová \| 2 6 \| 65 7 \| \| \| \| \| \| \| \| \| \| \| \| \| \| \| \| \| \| \| \| \| \| \| \| \| \| \| \| \| \| \| \| \| \| \| \| \| \| \| \| \| \| \| |        |                                                                         |     |          |     |  |
| |        |                                                                         | 1.  | 2.       | 3.  |  |
| 1. |        | Helen Kelesiová Judith Wiesnerová                                       | 2 6 | 3 6      |     |  |
| 2. |        | Carling Bassettová Petra Huberová                                       | 6 2 | 3 6      | 4 6 |  |
| 3. |        | Jill Hetheringtonová / Jane Youngová Petra Huberová / Judith Wiesnerová | 2 6 | 65 7     |     |  |
| |        |                                                                         |     |          |     |  |
| |        |                                                                         |     |          |     |  |
| |        |                                                                         |     |          |     |  |
| |        |                                                                         |     |          |     |  |
| |        |                                                                         |     |          |     |  |

#### Jižní Korea vs. Argentina
| | Jižní Korea | 1 :                                                                 | 2    | Argentina |    |  |
| --- | ----------- | ------------------------------------------------------------------- | ---- | --------- | -- |  |
| I. ČLTK Praha, Štvanice, Praha, ČSSR červenec 1986 antuka (venku) |             |                                                                     |      |           |    |  |
| \| \| \| \| 1. \| 2. \| 3. \| \| \| -- \| \| ------------------------------------------------------------------- \| ---- \| --- \| -- \| \| \| 1. \| \| Lee Jong-soon Mercedes Pazová \| 7 64 \| 6 2 \| \| \| \| 2. \| \| Kim Soo-ok Gabriela Sabatiniová \| 5 7 \| 2 6 \| \| \| \| 3. \| \| Lee Jong-soon / Park Jeom-re Mercedes Pazová / Gabriela Sabatiniová \| 5 7 \| 0 6 \| \| \| \| \| \| \| \| \| \| \| \| \| \| \| \| \| \| \| \| \| \| \| \| \| \| \| \| \| \| \| \| \| \| \| \| \| \| \| \| \| \| \| |             |                                                                     |      |           |    |  |
| |             |                                                                     | 1.   | 2.        | 3. |  |
| 1. |             | Lee Jong-soon Mercedes Pazová                                       | 7 64 | 6 2       |    |  |
| 2. |             | Kim Soo-ok Gabriela Sabatiniová                                     | 5 7  | 2 6       |    |  |
| 3. |             | Lee Jong-soon / Park Jeom-re Mercedes Pazová / Gabriela Sabatiniová | 5 7  | 0 6       |    |  |
| |             |                                                                     |      |           |    |  |
| |             |                                                                     |      |           |    |  |
| |             |                                                                     |      |           |    |  |
| |             |                                                                     |      |           |    |  |
| |             |                                                                     |      |           |    |  |

#### Bulharsko vs. Francie
| | Bulharsko | 2 :                                                                            | 1    | Francie |    |     |
| --- | --------- | ------------------------------------------------------------------------------ | ---- | ------- | -- | --- |
| I. ČLTK Praha, Štvanice, Praha, ČSSR červenec 1986 antuka (venku) |           |                                                                                |      |         |    |     |
| \| \| \| \| 1. \| 2. \| 3. \| \| \| -- \| \| ------------------------------------------------------------------------------ \| ---- \| ----- \| -- \| --- \| \| 1. \| \| Katerina Malejevová Nathalie Tauziatová \| 7 65 \| 78 66 \| \| ová \| \| 2. \| \| Manuela Malejevová Catherine Tanvierová \| 6 0 \| 6 1 \| \| \| \| 3. \| \| Julia Berberianová / Dora Rangelová Isabelle Demongeotová / Pascale Paradisová \| 3 6 \| 1 6 \| \| \| \| \| \| \| \| \| \| \| \| \| \| \| \| \| \| \| \| \| \| \| \| \| \| \| \| \| \| \| \| \| \| \| \| \| \| \| \| \| \| \| |           |                                                                                |      |         |    |     |
| |           |                                                                                | 1.   | 2.      | 3. |     |
| 1. |           | Katerina Malejevová Nathalie Tauziatová                                        | 7 65 | 78 66   |    | ová |
| 2. |           | Manuela Malejevová Catherine Tanvierová                                        | 6 0  | 6 1     |    |     |
| 3. |           | Julia Berberianová / Dora Rangelová Isabelle Demongeotová / Pascale Paradisová | 3 6  | 1 6     |    |     |
| |           |                                                                                |      |         |    |     |
| |           |                                                                                |      |         |    |     |
| |           |                                                                                |      |         |    |     |
| |           |                                                                                |      |         |    |     |
| |           |                                                                                |      |         |    |     |

#### Brazílie vs. Západní Německo
| | Brazílie | 1 :                                                                  | 2   | Západní Německo |    |  |
| --- | -------- | -------------------------------------------------------------------- | --- | --------------- | -- |  |
| I. ČLTK Praha, Štvanice, Praha, ČSSR červenec 1986 antuka (venku) |          |                                                                      |     |                 |    |  |
| \| \| \| \| 1. \| 2. \| 3. \| \| \| -- \| \| -------------------------------------------------------------------- \| --- \| --- \| -- \| \| \| 1. \| \| Neige Diasová Claudia Kohdeová-Kilschová \| 6 2 \| 6 4 \| \| \| \| 2. \| \| Patricia Medradová Steffi Grafová \| 0 6 \| 2 6 \| \| \| \| 3. \| \| Neige Diasová / Patricia Medradová Bettina Bungeová / Steffi Grafová \| 2 6 \| 1 6 \| \| \| \| \| \| \| \| \| \| \| \| \| \| \| \| \| \| \| \| \| \| \| \| \| \| \| \| \| \| \| \| \| \| \| \| \| \| \| \| \| \| \| |          |                                                                      |     |                 |    |  |
| |          |                                                                      | 1.  | 2.              | 3. |  |
| 1. |          | Neige Diasová Claudia Kohdeová-Kilschová                             | 6 2 | 6 4             |    |  |
| 2. |          | Patricia Medradová Steffi Grafová                                    | 0 6 | 2 6             |    |  |
| 3. |          | Neige Diasová / Patricia Medradová Bettina Bungeová / Steffi Grafová | 2 6 | 1 6             |    |  |
| |          |                                                                      |     |                 |    |  |
| |          |                                                                      |     |                 |    |  |
| |          |                                                                      |     |                 |    |  |
| |          |                                                                      |     |                 |    |  |
| |          |                                                                      |     |                 |    |  |

#### Itálie vs. Jugoslávie
| | Itálie | 3 :                                                                      | 0    | Jugoslávie |     |  |
| --- | ------ | ------------------------------------------------------------------------ | ---- | ---------- | --- |  |
| I. ČLTK Praha, Štvanice, Praha, ČSSR červenec 1986 antuka (venku) |        |                                                                          |      |            |     |  |
| \| \| \| \| 1. \| 2. \| 3. \| \| \| -- \| \| ------------------------------------------------------------------------ \| ---- \| ----- \| --- \| \| \| 1. \| \| Sandra Cecchiniová Karmen Skuljová \| 6 78 \| 78 66 \| 6 3 \| \| \| 2. \| \| Raffaella Reggiová Sabrina Golešová \| 6 4 \| 7 5 \| \| \| \| 3. \| \| Laura Garroneová / Raffaella Reggiová Sabrina Golešová / Aila Winklerová \| 6 3 \| 64 7 \| 6 3 \| \| \| \| \| \| \| \| \| \| \| \| \| \| \| \| \| \| \| \| \| \| \| \| \| \| \| \| \| \| \| \| \| \| \| \| \| \| \| \| \| \| |        |                                                                          |      |            |     |  |
| |        |                                                                          | 1.   | 2.         | 3.  |  |
| 1. |        | Sandra Cecchiniová Karmen Skuljová                                       | 6 78 | 78 66      | 6 3 |  |
| 2. |        | Raffaella Reggiová Sabrina Golešová                                      | 6 4  | 7 5        |     |  |
| 3. |        | Laura Garroneová / Raffaella Reggiová Sabrina Golešová / Aila Winklerová | 6 3  | 64 7       | 6 3 |  |
| |        |                                                                          |      |            |     |  |
| |        |                                                                          |      |            |     |  |
| |        |                                                                          |      |            |     |  |
| |        |                                                                          |      |            |     |  |
| |        |                                                                          |      |            |     |  |

#### Španělsko vs. Spojené státy americké
| | Španělsko | 0 :                                                                      | 3   | Spojené státy americké |    |  |
| --- | --------- | ------------------------------------------------------------------------ | --- | ---------------------- | -- |  |
| I. ČLTK Praha, Štvanice, Praha, ČSSR červenec 1986 antuka (venku) |           |                                                                          |     |                        |    |  |
| \| \| \| \| 1. \| 2. \| 3. \| \| \| -- \| \| ------------------------------------------------------------------------ \| --- \| --- \| -- \| \| \| 1. \| \| María José Llorcová Chris Evertová Lloydová \| 1 6 \| 0 6 \| \| \| \| 2. \| \| Arantxa Sánchezová Vicariová Martina Navrátilová \| 3 6 \| 0 6 \| \| \| \| 3. \| \| Ana Almansová / María José Llorcová Martina Navrátilová / Pam Shriverová \| 0 6 \| 1 6 \| \| \| \| \| \| \| \| \| \| \| \| \| \| \| \| \| \| \| \| \| \| \| \| \| \| \| \| \| \| \| \| \| \| \| \| \| \| \| \| \| \| \| |           |                                                                          |     |                        |    |  |
| |           |                                                                          | 1.  | 2.                     | 3. |  |
| 1. |           | María José Llorcová Chris Evertová Lloydová                              | 1 6 | 0 6                    |    |  |
| 2. |           | Arantxa Sánchezová Vicariová Martina Navrátilová                         | 3 6 | 0 6                    |    |  |
| 3. |           | Ana Almansová / María José Llorcová Martina Navrátilová / Pam Shriverová | 0 6 | 1 6                    |    |  |
| |           |                                                                          |     |                        |    |  |
| |           |                                                                          |     |                        |    |  |
| |           |                                                                          |     |                        |    |  |
| |           |                                                                          |     |                        |    |  |
| |           |                                                                          |     |                        |    |  |

### Čtvrtfinále

#### Československo vs. Austrálie
| | Československo | 3 :                                                                           | 0   | Austrálie |     |  |
| --- | -------------- | ----------------------------------------------------------------------------- | --- | --------- | --- |  |
| I. ČLTK Praha, Štvanice, Praha, ČSSR červenec 1986 antuka (venku) |                |                                                                               |     |           |     |  |
| \| \| \| \| 1. \| 2. \| 3. \| \| \| -- \| \| ----------------------------------------------------------------------------- \| --- \| --- \| --- \| \| \| 1. \| \| Helena Suková Anne Minterová \| 6 4 \| 3 6 \| 6 4 \| \| \| 2. \| \| Hana Mandlíková Wendy Turnbullová \| 6 1 \| 3 6 \| 6 1 \| \| \| 3. \| \| Andrea Holíková / Regina Maršíková Elizabeth Smylieová / Janine Tremellingová \| 6 4 \| 6 3 \| \| \| \| \| \| \| \| \| \| \| \| \| \| \| \| \| \| \| \| \| \| \| \| \| \| \| \| \| \| \| \| \| \| \| \| \| \| \| \| \| \| \| |                |                                                                               |     |           |     |  |
| |                |                                                                               | 1.  | 2.        | 3.  |  |
| 1. |                | Helena Suková Anne Minterová                                                  | 6 4 | 3 6       | 6 4 |  |
| 2. |                | Hana Mandlíková Wendy Turnbullová                                             | 6 1 | 3 6       | 6 1 |  |
| 3. |                | Andrea Holíková / Regina Maršíková Elizabeth Smylieová / Janine Tremellingová | 6 4 | 6 3       |     |  |
| |                |                                                                               |     |           |     |  |
| |                |                                                                               |     |           |     |  |
| |                |                                                                               |     |           |     |  |
| |                |                                                                               |     |           |     |  |
| |                |                                                                               |     |           |     |  |

#### Rakousko vs. Argentina
| | Rakousko | 0 :                                                                       | 3   | Argentina |     |  |
| --- | -------- | ------------------------------------------------------------------------- | --- | --------- | --- |  |
| I. ČLTK Praha, Štvanice, Praha, ČSSR červenec 1986 antuka (venku) |          |                                                                           |     |           |     |  |
| \| \| \| \| 1. \| 2. \| 3. \| \| \| -- \| \| ------------------------------------------------------------------------- \| --- \| --- \| --- \| \| \| 1. \| \| Judith Wiesnerová Mercedes Pazová \| 4 6 \| 2 6 \| \| \| \| 2. \| \| Petra Huberová Gabriela Sabatiniová \| 2 6 \| 7 5 \| 4 6 \| \| \| 3. \| \| Petra Huberová / Judith Wiesnerová Mercedes Pazová / Gabriela Sabatiniová \| 1 6 \| 3 6 \| \| \| \| \| \| \| \| \| \| \| \| \| \| \| \| \| \| \| \| \| \| \| \| \| \| \| \| \| \| \| \| \| \| \| \| \| \| \| \| \| \| \| |          |                                                                           |     |           |     |  |
| |          |                                                                           | 1.  | 2.        | 3.  |  |
| 1. |          | Judith Wiesnerová Mercedes Pazová                                         | 4 6 | 2 6       |     |  |
| 2. |          | Petra Huberová Gabriela Sabatiniová                                       | 2 6 | 7 5       | 4 6 |  |
| 3. |          | Petra Huberová / Judith Wiesnerová Mercedes Pazová / Gabriela Sabatiniová | 1 6 | 3 6       |     |  |
| |          |                                                                           |     |           |     |  |
| |          |                                                                           |     |           |     |  |
| |          |                                                                           |     |           |     |  |
| |          |                                                                           |     |           |     |  |
| |          |                                                                           |     |           |     |  |

#### Bulharsko vs. Západní Německo
| | Bulharsko | 1 :                                                                                 | 2   | Západní Německo |     |  |
| --- | --------- | ----------------------------------------------------------------------------------- | --- | --------------- | --- |  |
| I. ČLTK Praha, Štvanice, Praha, ČSSR červenec 1986 antuka (venku) |           |                                                                                     |     |                 |     |  |
| \| \| \| \| 1. \| 2. \| 3. \| \| \| -- \| \| ----------------------------------------------------------------------------------- \| --- \| --- \| --- \| \| \| 1. \| \| Katerina Malejevová Bettina Bungeová \| 6 2 \| 3 6 \| 3 6 \| \| \| 2. \| \| Manuela Malejevová Claudia Kohdeová-Kilschová \| 6 4 \| 6 2 \| \| \| \| 3. \| \| Katerina Malejevová / Manuela Malejevová Bettina Bungeová / Claudia Kohde-Kilschová \| 4 6 \| 2 6 \| \| \| \| \| \| \| \| \| \| \| \| \| \| \| \| \| \| \| \| \| \| \| \| \| \| \| \| \| \| \| \| \| \| \| \| \| \| \| \| \| \| \| |           |                                                                                     |     |                 |     |  |
| |           |                                                                                     | 1.  | 2.              | 3.  |  |
| 1. |           | Katerina Malejevová Bettina Bungeová                                                | 6 2 | 3 6             | 3 6 |  |
| 2. |           | Manuela Malejevová Claudia Kohdeová-Kilschová                                       | 6 4 | 6 2             |     |  |
| 3. |           | Katerina Malejevová / Manuela Malejevová Bettina Bungeová / Claudia Kohde-Kilschová | 4 6 | 2 6             |     |  |
| |           |                                                                                     |     |                 |     |  |
| |           |                                                                                     |     |                 |     |  |
| |           |                                                                                     |     |                 |     |  |
| |           |                                                                                     |     |                 |     |  |
| |           |                                                                                     |     |                 |     |  |

#### Itálie vs. Spojené státy americké
| | Itálie | 1 :                                                                        | 2   | Spojené státy americké |     |  |
| --- | ------ | -------------------------------------------------------------------------- | --- | ---------------------- | --- |  |
| I. ČLTK Praha, Štvanice, Praha, ČSSR červenec 1986 antuka (venku) |        |                                                                            |     |                        |     |  |
| \| \| \| \| 1. \| 2. \| 3. \| \| \| -- \| \| -------------------------------------------------------------------------- \| --- \| --- \| --- \| \| \| 1. \| \| Sandra Cecchiniová Chris Evertová Lloydová \| 3 6 \| 6 4 \| 6 3 \| \| \| 2. \| \| Raffaella Reggiová Martina Navrátilová \| 2 6 \| 4 6 \| \| \| \| 3. \| \| Laura Garroneová / Raffaella Reggiová Martina Navrátilová / Pam Shriverová \| 3 6 \| 1 6 \| \| \| \| \| \| \| \| \| \| \| \| \| \| \| \| \| \| \| \| \| \| \| \| \| \| \| \| \| \| \| \| \| \| \| \| \| \| \| \| \| \| \| |        |                                                                            |     |                        |     |  |
| |        |                                                                            | 1.  | 2.                     | 3.  |  |
| 1. |        | Sandra Cecchiniová Chris Evertová Lloydová                                 | 3 6 | 6 4                    | 6 3 |  |
| 2. |        | Raffaella Reggiová Martina Navrátilová                                     | 2 6 | 4 6                    |     |  |
| 3. |        | Laura Garroneová / Raffaella Reggiová Martina Navrátilová / Pam Shriverová | 3 6 | 1 6                    |     |  |
| |        |                                                                            |     |                        |     |  |
| |        |                                                                            |     |                        |     |  |
| |        |                                                                            |     |                        |     |  |
| |        |                                                                            |     |                        |     |  |
| |        |                                                                            |     |                        |     |  |

### Semifinále

#### Československo vs. Argentina
| | Československo | 2 :                                                                       | 1    | Argentina |     |  |
| --- | -------------- | ------------------------------------------------------------------------- | ---- | --------- | --- |  |
| I. ČLTK Praha, Štvanice, Praha, ČSSR červenec 1986 antuka (venku) |                |                                                                           |      |           |     |  |
| \| \| \| \| 1. \| 2. \| 3. \| \| \| -- \| \| ------------------------------------------------------------------------- \| ---- \| --- \| --- \| \| \| 1. \| \| Helena Suková Mercedes Pazová \| 1 6 \| 6 3 \| 6 3 \| \| \| 2. \| \| Hana Mandlíková Gabriela Sabatiniová \| 6 2 \| 6 4 \| \| \| \| 3. \| \| Andrea Holíková / Regina Maršíková Mercedes Pazová / Gabriela Sabatiniová \| 7 65 \| 2 6 \| 2 6 \| \| \| \| \| \| \| \| \| \| \| \| \| \| \| \| \| \| \| \| \| \| \| \| \| \| \| \| \| \| \| \| \| \| \| \| \| \| \| \| \| \| |                |                                                                           |      |           |     |  |
| |                |                                                                           | 1.   | 2.        | 3.  |  |
| 1. |                | Helena Suková Mercedes Pazová                                             | 1 6  | 6 3       | 6 3 |  |
| 2. |                | Hana Mandlíková Gabriela Sabatiniová                                      | 6 2  | 6 4       |     |  |
| 3. |                | Andrea Holíková / Regina Maršíková Mercedes Pazová / Gabriela Sabatiniová | 7 65 | 2 6       | 2 6 |  |
| |                |                                                                           |      |           |     |  |
| |                |                                                                           |      |           |     |  |
| |                |                                                                           |      |           |     |  |
| |                |                                                                           |      |           |     |  |
| |                |                                                                           |      |           |     |  |

#### Západní Německo vs. Spojené státy americké
| | Západní Německo | 0 :                                                                       | 3   | Spojené státy americké |    |  |
| --- | --------------- | ------------------------------------------------------------------------- | --- | ---------------------- | -- |  |
| I. ČLTK Praha, Štvanice, Praha, ČSSR červenec 1986 antuka (venku) |                 |                                                                           |     |                        |    |  |
| \| \| \| \| 1. \| 2. \| 3. \| \| \| -- \| \| ------------------------------------------------------------------------- \| --- \| --- \| -- \| \| \| 1. \| \| Bettina Bungeová Chris Evertová Lloydová \| 3 6 \| 4 6 \| \| \| \| 2. \| \| Claudia Kohdeová-Kilschová Martina Navrátilová \| 1 6 \| 4 6 \| \| \| \| 3. \| \| Bettina Bungeová / Claudia Porwiková Martina Navrátilová / Pam Shriverová \| 2 6 \| 3 6 \| \| \| \| \| \| \| \| \| \| \| \| \| \| \| \| \| \| \| \| \| \| \| \| \| \| \| \| \| \| \| \| \| \| \| \| \| \| \| \| \| \| \| |                 |                                                                           |     |                        |    |  |
| |                 |                                                                           | 1.  | 2.                     | 3. |  |
| 1. |                 | Bettina Bungeová Chris Evertová Lloydová                                  | 3 6 | 4 6                    |    |  |
| 2. |                 | Claudia Kohdeová-Kilschová Martina Navrátilová                            | 1 6 | 4 6                    |    |  |
| 3. |                 | Bettina Bungeová / Claudia Porwiková Martina Navrátilová / Pam Shriverová | 2 6 | 3 6                    |    |  |
| |                 |                                                                           |     |                        |    |  |
| |                 |                                                                           |     |                        |    |  |
| |                 |                                                                           |     |                        |    |  |
| |                 |                                                                           |     |                        |    |  |
| |                 |                                                                           |     |                        |    |  |

### Finále

#### Československo vs. Spojené státy americké
| | Československo | 0 :                                                                  | 3   | Spojené státy americké |    |  |
| --- | -------------- | -------------------------------------------------------------------- | --- | ---------------------- | -- |  |
| I. ČLTK Praha, Štvanice, Praha, ČSSR 27. červenec 1986 antuka (venku) |                |                                                                      |     |                        |    |  |
| \| \| \| \| 1. \| 2. \| 3. \| \| \| -- \| \| -------------------------------------------------------------------- \| --- \| ---- \| -- \| \| \| 1. \| \| Helena Suková Chris Evertová Lloydová \| 5 7 \| 65 7 \| \| \| \| 2. \| \| Hana Mandlíková Martina Navrátilová \| 5 7 \| 1 6 \| \| \| \| 3. \| \| Hana Mandlíková / Helena Suková Martina Navrátilová / Pam Shriverová \| 4 6 \| 2 6 \| \| \| \| \| \| \| \| \| \| \| \| \| \| \| \| \| \| \| \| \| \| \| \| \| \| \| \| \| \| \| \| \| \| \| \| \| \| \| \| \| \| \| |                |                                                                      |     |                        |    |  |
| |                |                                                                      | 1.  | 2.                     | 3. |  |
| 1. |                | Helena Suková Chris Evertová Lloydová                                | 5 7 | 65 7                   |    |  |
| 2. |                | Hana Mandlíková Martina Navrátilová                                  | 5 7 | 1 6                    |    |  |
| 3. |                | Hana Mandlíková / Helena Suková Martina Navrátilová / Pam Shriverová | 4 6 | 2 6                    |    |  |
| |                |                                                                      |     |                        |    |  |
| |                |                                                                      |     |                        |    |  |
| |                |                                                                      |     |                        |    |  |
| |                |                                                                      |     |                        |    |  |
| |                |                                                                      |     |                        |    |  |

#### Vítěz
| Pohár federace 1986                   |
| ------------------------------------- |
| Spojené státy americké dvanáctý titul |

## Turnaj útěchy

### Pavouk
|  | První kolo | První kolo  | První kolo     |                |           | Druhé kolo | Druhé kolo | Druhé kolo    |   |  | Čtvrtfinále | Čtvrtfinále | Čtvrtfinále   |   |  | Semifinále | Semifinále | Semifinále |  |  | Finále | Finále         | Finále |
|  |            |             |                |                |           |            |            |               |   |  |             |             |               |   |  |            |            |            |  |  |        |                |        |
|  |            |             |                |                |           |            |            |               |   |  |             |             |               |   |  |            |            |            |  |  |        |                |        |
|  |            |             | Sovětský svaz  | 3              |           |            |            |               |   |  |             |             |               |   |  |            |            |            |  |  |        |                |        |
|  |            |             |                | 3              |           |            |            |               |   |  |             |             |               |   |  |            |            |            |  |  |        |                |        |
|  |            |             |                | Rumunsko       | 0         |            |            |               |   |  |             |             |               |   |  |            |            |            |  |  |        |                |        |
|  |            | Chile       | 0              | Rumunsko       | 0         |            |            |               |   |  |             |             |               |   |  |            |            |            |  |  |        |                |        |
|  |            | Chile       | 0              |                |           |            |            |               |   |  |             |             |               |   |  |            |            |            |  |  |        |                |        |
|  |            | Rumunsko    | 3              |                |           |            |            |               |   |  |             |             |               |   |  |            |            |            |  |  |        |                |        |
|  |            |             |                |                |           |            |            | Sovětský svaz | 3 |  |             |             |               |   |  |            |            |            |  |  |        |                |        |
|  |            |             |                |                |           |            |            |               | 3 |  |             |             |               |   |  |            |            |            |  |  |        |                |        |
|  |            |             | Řecko          | 0              |           |            |            |               |   |  |             |             |               |   |  |            |            |            |  |  |        |                |        |
|  |            |             | Řecko          | 0              |           |            |            |               |   |  |             |             |               |   |  |            |            |            |  |  |        |                |        |
|  |            |             |                |                |           |            |            |               |   |  |             |             |               |   |  |            |            |            |  |  |        |                |        |
|  |            |             |                |                |           |            |            |               |   |  |             |             |               |   |  |            |            |            |  |  |        |                |        |
|  |            |             | Řecko          | 3              |           |            |            |               |   |  |             |             |               |   |  |            |            |            |  |  |        |                |        |
|  |            |             |                | 3              |           |            |            |               |   |  |             |             |               |   |  |            |            |            |  |  |        |                |        |
|  |            |             |                | Irsko          | 0         |            |            |               |   |  |             |             |               |   |  |            |            |            |  |  |        |                |        |
|  |            | Norsko      | 1              | Irsko          | 0         |            |            |               |   |  |             |             |               |   |  |            |            |            |  |  |        |                |        |
|  |            | Norsko      | 1              |                |           |            |            |               |   |  |             |             |               |   |  |            |            |            |  |  |        |                |        |
|  |            | Irsko       | 2              |                |           |            |            |               |   |  |             |             |               |   |  |            |            |            |  |  |        |                |        |
|  |            |             |                |                |           |            |            |               |   |  |             |             | Sovětský svaz | 2 |  |            |            |            |  |  |        |                |        |
|  |            |             |                |                |           |            |            |               |   |  |             |             |               |   |  |            |            |            |  |  |        |                |        |
|  |            |             | Nizozemsko     | 1              |           |            |            |               |   |  |             |             |               |   |  |            |            |            |  |  |        |                |        |
|  |            |             | Nizozemsko     | 1              |           |            |            |               |   |  |             |             |               |   |  |            |            |            |  |  |        |                |        |
|  |            |             |                |                |           |            |            |               |   |  |             |             |               |   |  |            |            |            |  |  |        |                |        |
|  |            |             |                |                |           |            |            |               |   |  |             |             |               |   |  |            |            |            |  |  |        |                |        |
|  |            |             | Japonsko       | 2              |           |            |            |               |   |  |             |             |               |   |  |            |            |            |  |  |        |                |        |
|  |            |             |                | 2              |           |            |            |               |   |  |             |             |               |   |  |            |            |            |  |  |        |                |        |
|  |            |             |                | Čína           | 1         |            |            |               |   |  |             |             |               |   |  |            |            |            |  |  |        |                |        |
|  |            | Filipíny    | 0              | Čína           | 1         |            |            |               |   |  |             |             |               |   |  |            |            |            |  |  |        |                |        |
|  |            | Filipíny    | 0              |                |           |            |            |               |   |  |             |             |               |   |  |            |            |            |  |  |        |                |        |
|  |            | Čína        | 3              |                |           |            |            |               |   |  |             |             |               |   |  |            |            |            |  |  |        |                |        |
|  |            |             |                |                |           |            |            | Japonsko      | 1 |  |             |             |               |   |  |            |            |            |  |  |        |                |        |
|  |            |             |                |                |           |            |            |               | 1 |  |             |             |               |   |  |            |            |            |  |  |        |                |        |
|  |            |             | Nizozemsko     | 2              |           |            |            |               |   |  |             |             |               |   |  |            |            |            |  |  |        |                |        |
|  |            |             | Nizozemsko     | 2              |           |            |            |               |   |  |             |             |               |   |  |            |            |            |  |  |        |                |        |
|  |            |             |                |                |           |            |            |               |   |  |             |             |               |   |  |            |            |            |  |  |        |                |        |
|  |            |             |                |                |           |            |            |               |   |  |             |             |               |   |  |            |            |            |  |  |        |                |        |
|  |            |             | Nizozemsko     | 3              |           |            |            |               |   |  |             |             |               |   |  |            |            |            |  |  |        |                |        |
|  |            |             |                | 3              |           |            |            |               |   |  |             |             |               |   |  |            |            |            |  |  |        |                |        |
|  |            |             |                | Lucembursko    | 0         |            |            |               |   |  |             |             |               |   |  |            |            |            |  |  |        |                |        |
|  |            | Lucembursko | 2              | Lucembursko    | 0         |            |            |               |   |  |             |             |               |   |  |            |            |            |  |  |        |                |        |
|  |            | Lucembursko | 2              |                |           |            |            |               |   |  |             |             |               |   |  |            |            |            |  |  |        |                |        |
|  |            | Mexiko      | 1              |                |           |            |            |               |   |  |             |             |               |   |  |            |            |            |  |  |        |                |        |
|  |            |             |                |                |           |            |            |               |   |  |             |             |               |   |  |            |            |            |  |  |        | Sovětský svaz  | 1      |
|  |            |             |                |                |           |            |            |               |   |  |             |             |               |   |  |            |            |            |  |  |        | Sovětský svaz  | 1      |
|  |            |             |                |                |           |            |            |               |   |  |             |             |               |   |  |            |            |            |  |  |        | Velká Británie | 2      |
|  |            |             |                |                |           |            |            |               |   |  |             |             |               |   |  |            |            |            |  |  |        | Velká Británie | 2      |
|  |            | Polsko      | 0              |                |           |            |            |               |   |  |             |             |               |   |  |            |            |            |  |  |        |                |        |
|  |            | Maďarsko    | 3              |                |           |            |            |               |   |  |             |             |               |   |  |            |            |            |  |  |        |                |        |
|  |            | Maďarsko    | 3              |                | Maďarsko  | 3          |            |               |   |  |             |             |               |   |  |            |            |            |  |  |        |                |        |
|  |            |             |                |                | Maďarsko  | 3          |            |               |   |  |             |             |               |   |  |            |            |            |  |  |        |                |        |
|  |            |             |                | Uruguay        | 0         |            |            |               |   |  |             |             |               |   |  |            |            |            |  |  |        |                |        |
|  |            | Uruguay     | 2              | Uruguay        | 0         |            |            |               |   |  |             |             |               |   |  |            |            |            |  |  |        |                |        |
|  |            | Uruguay     | 2              |                |           |            |            |               |   |  |             |             |               |   |  |            |            |            |  |  |        |                |        |
|  |            | Tchaj-wan   | 1              |                |           |            |            |               |   |  |             |             |               |   |  |            |            |            |  |  |        |                |        |
|  |            |             |                |                |           |            |            | Maďarsko      | 2 |  |             |             |               |   |  |            |            |            |  |  |        |                |        |
|  |            |             |                |                |           |            |            |               | 2 |  |             |             |               |   |  |            |            |            |  |  |        |                |        |
|  |            |             | Belgie         | 1              |           |            |            |               |   |  |             |             |               |   |  |            |            |            |  |  |        |                |        |
|  |            | Belgie      | Belgie         | 1              | 3         |            |            |               |   |  |             |             |               |   |  |            |            |            |  |  |        |                |        |
|  |            | Belgie      |                |                | 3         |            |            |               |   |  |             |             |               |   |  |            |            |            |  |  |        |                |        |
|  |            | Egypt       | 0              |                |           |            |            |               |   |  |             |             |               |   |  |            |            |            |  |  |        |                |        |
|  |            | Egypt       | 0              |                | Belgie    | 3          |            |               |   |  |             |             |               |   |  |            |            |            |  |  |        |                |        |
|  |            |             |                |                | Belgie    | 3          |            |               |   |  |             |             |               |   |  |            |            |            |  |  |        |                |        |
|  |            |             |                | Švédsko        | 0         |            |            |               |   |  |             |             |               |   |  |            |            |            |  |  |        |                |        |
|  |            |             |                | Švédsko        | 0         |            |            |               |   |  |             |             |               |   |  |            |            |            |  |  |        |                |        |
|  |            |             |                |                |           |            |            |               |   |  |             |             |               |   |  |            |            |            |  |  |        |                |        |
|  |            |             |                |                |           |            |            |               |   |  |             |             |               |   |  |            |            |            |  |  |        |                |        |
|  |            |             |                |                |           |            |            |               |   |  |             |             | Maďarsko      | 0 |  |            |            |            |  |  |        |                |        |
|  |            |             |                |                |           |            |            |               |   |  |             |             |               |   |  |            |            |            |  |  |        |                |        |
|  |            |             | Velká Británie | 3              |           |            |            |               |   |  |             |             |               |   |  |            |            |            |  |  |        |                |        |
|  |            | Malta       | Velká Británie | 3              | 1         |            |            |               |   |  |             |             |               |   |  |            |            |            |  |  |        |                |        |
|  |            | Malta       |                |                | 1         |            |            |               |   |  |             |             |               |   |  |            |            |            |  |  |        |                |        |
|  |            | Indonésie   | 2              |                |           |            |            |               |   |  |             |             |               |   |  |            |            |            |  |  |        |                |        |
|  |            | Indonésie   | 2              |                | Indonésie | 2          |            |               |   |  |             |             |               |   |  |            |            |            |  |  |        |                |        |
|  |            |             |                |                | Indonésie | 2          |            |               |   |  |             |             |               |   |  |            |            |            |  |  |        |                |        |
|  |            |             |                | Nový Zéland    | 1         |            |            |               |   |  |             |             |               |   |  |            |            |            |  |  |        |                |        |
|  |            |             |                | Nový Zéland    | 1         |            |            |               |   |  |             |             |               |   |  |            |            |            |  |  |        |                |        |
|  |            |             |                |                |           |            |            |               |   |  |             |             |               |   |  |            |            |            |  |  |        |                |        |
|  |            |             |                |                |           |            |            |               |   |  |             |             |               |   |  |            |            |            |  |  |        |                |        |
|  |            |             |                |                |           |            |            | Indonésie     | 0 |  |             |             |               |   |  |            |            |            |  |  |        |                |        |
|  |            |             |                |                |           |            |            |               | 0 |  |             |             |               |   |  |            |            |            |  |  |        |                |        |
|  |            |             | Velká Británie | 3              |           |            |            |               |   |  |             |             |               |   |  |            |            |            |  |  |        |                |        |
|  |            | Izrael      | Velká Británie | 3              | 1         |            |            |               |   |  |             |             |               |   |  |            |            |            |  |  |        |                |        |
|  |            | Izrael      |                |                | 1         |            |            |               |   |  |             |             |               |   |  |            |            |            |  |  |        |                |        |
|  |            | Finsko      | 2              |                |           |            |            |               |   |  |             |             |               |   |  |            |            |            |  |  |        |                |        |
|  |            | Finsko      | 2              |                | Finsko    | 0          |            |               |   |  |             |             |               |   |  |            |            |            |  |  |        |                |        |
|  |            |             |                |                | Finsko    | 0          |            |               |   |  |             |             |               |   |  |            |            |            |  |  |        |                |        |
|  |            |             |                | Velká Británie | 3         |            |            |               |   |  |             |             |               |   |  |            |            |            |  |  |        |                |        |
|  |            |             |                | Velká Británie | 3         |            |            |               |   |  |             |             |               |   |  |            |            |            |  |  |        |                |        |
|  |            |             |                |                |           |            |            |               |   |  |             |             |               |   |  |            |            |            |  |  |        |                |        |

### První kolo turnaje útěchy

#### Chile vs. Rumunsko
| | Chile | 0 :                                                                           | 3   | Rumunsko |    |  |
| --- | ----- | ----------------------------------------------------------------------------- | --- | -------- | -- |  |
| I. ČLTK Praha, Štvanice, Praha, ČSSR červenec 1986 antuka (venku) |       |                                                                               |     |          |    |  |
| \| \| \| \| 1. \| 2. \| 3. \| \| \| -- \| \| ----------------------------------------------------------------------------- \| --- \| --- \| -- \| \| \| 1. \| \| Natalie Rodríguezová Florentina Curpeneová \| 2 6 \| 1 6 \| \| \| \| 2. \| \| Paulina Sepúlvedová Daniela Moiseová \| 5 7 \| 4 6 \| \| \| \| 3. \| \| Macarena Mirandová / Natalie Rodríguezová Daniela Moiseová / Teodora Tacheová \| 3 6 \| 4 6 \| \| \| \| \| \| \| \| \| \| \| \| \| \| \| \| \| \| \| \| \| \| \| \| \| \| \| \| \| \| \| \| \| \| \| \| \| \| \| \| \| \| \| |       |                                                                               |     |          |    |  |
| |       |                                                                               | 1.  | 2.       | 3. |  |
| 1. |       | Natalie Rodríguezová Florentina Curpeneová                                    | 2 6 | 1 6      |    |  |
| 2. |       | Paulina Sepúlvedová Daniela Moiseová                                          | 5 7 | 4 6      |    |  |
| 3. |       | Macarena Mirandová / Natalie Rodríguezová Daniela Moiseová / Teodora Tacheová | 3 6 | 4 6      |    |  |
| |       |                                                                               |     |          |    |  |
| |       |                                                                               |     |          |    |  |
| |       |                                                                               |     |          |    |  |
| |       |                                                                               |     |          |    |  |
| |       |                                                                               |     |          |    |  |

#### Norsko vs. Irsko
| | Norsko | 1 :                                                                                 | 2   | Irsko |     |  |
| --- | ------ | ----------------------------------------------------------------------------------- | --- | ----- | --- |  |
| I. ČLTK Praha, Štvanice, Praha, ČSSR červenec 1986 antuka (venku) |        |                                                                                     |     |       |     |  |
| \| \| \| \| 1. \| 2. \| 3. \| \| \| -- \| \| ----------------------------------------------------------------------------------- \| --- \| --- \| --- \| \| \| 1. \| \| Astrid Sundeová Siobhán Nicholsonová \| 6 1 \| 6 4 \| \| \| \| 2. \| \| Amy Jonssonová-Råholtová Jennifer Thorntonová \| 3 6 \| 6 3 \| 4 6 \| \| \| 3. \| \| Amy Jonssonová-Råholtová / Astrid Sunde Siobhán Nicholsonová / Lesley O'Halloranová \| 4 6 \| 1 6 \| \| \| \| \| \| \| \| \| \| \| \| \| \| \| \| \| \| \| \| \| \| \| \| \| \| \| \| \| \| \| \| \| \| \| \| \| \| \| \| \| \| \| |        |                                                                                     |     |       |     |  |
| |        |                                                                                     | 1.  | 2.    | 3.  |  |
| 1. |        | Astrid Sundeová Siobhán Nicholsonová                                                | 6 1 | 6 4   |     |  |
| 2. |        | Amy Jonssonová-Råholtová Jennifer Thorntonová                                       | 3 6 | 6 3   | 4 6 |  |
| 3. |        | Amy Jonssonová-Råholtová / Astrid Sunde Siobhán Nicholsonová / Lesley O'Halloranová | 4 6 | 1 6   |     |  |
| |        |                                                                                     |     |       |     |  |
| |        |                                                                                     |     |       |     |  |
| |        |                                                                                     |     |       |     |  |
| |        |                                                                                     |     |       |     |  |
| |        |                                                                                     |     |       |     |  |

#### Filipíny vs. Čínská lidová republika
| | Filipíny | 0 :                                                              | 3   | Čínská lidová republika |     |  |
| --- | -------- | ---------------------------------------------------------------- | --- | ----------------------- | --- |  |
| I. ČLTK Praha, Štvanice, Praha, ČSSR červenec 1986 antuka (venku) |          |                                                                  |     |                         |     |  |
| \| \| \| \| 1. \| 2. \| 3. \| \| \| -- \| \| ---------------------------------------------------------------- \| --- \| --- \| --- \| \| \| 1. \| \| Jennifer Saberonová Zhong Ni \| 4 6 \| 0 6 \| \| \| \| 2. \| \| Dyan Castillejová Li Xin-Yi \| 7 5 \| 2 6 \| 4 6 \| \| \| 3. \| \| Dyan Castillejová / Jennifer Saberonová Duan Li-Lan / Pu Xin-Fen \| 3 6 \| 0 6 \| \| \| \| \| \| \| \| \| \| \| \| \| \| \| \| \| \| \| \| \| \| \| \| \| \| \| \| \| \| \| \| \| \| \| \| \| \| \| \| \| \| \| |          |                                                                  |     |                         |     |  |
| |          |                                                                  | 1.  | 2.                      | 3.  |  |
| 1. |          | Jennifer Saberonová Zhong Ni                                     | 4 6 | 0 6                     |     |  |
| 2. |          | Dyan Castillejová Li Xin-Yi                                      | 7 5 | 2 6                     | 4 6 |  |
| 3. |          | Dyan Castillejová / Jennifer Saberonová Duan Li-Lan / Pu Xin-Fen | 3 6 | 0 6                     |     |  |
| |          |                                                                  |     |                         |     |  |
| |          |                                                                  |     |                         |     |  |
| |          |                                                                  |     |                         |     |  |
| |          |                                                                  |     |                         |     |  |
| |          |                                                                  |     |                         |     |  |

#### Lucembursko vs. Mexiko
| | Lucembursko | 2 :                                                                                     | 1   | Mexiko |     |  |
| --- | ----------- | --------------------------------------------------------------------------------------- | --- | ------ | --- |  |
| I. ČLTK Praha, Štvanice, Praha, ČSSR červenec 1986 antuka (venku) |             |                                                                                         |     |        |     |  |
| \| \| \| \| 1. \| 2. \| 3. \| \| \| -- \| \| --------------------------------------------------------------------------------------- \| --- \| ---- \| --- \| \| \| 1. \| \| Ginette Hubertyová Mónica Muñozová \| 1 6 \| 7 5 \| 6 4 \| \| \| 2. \| \| Karin Kschwendtová Claudia Hernándezová Salasová \| 6 3 \| 6 4 \| \| \| \| 3. \| \| Ginette Hubertyová / Pascale Welterová Zarina Galvánová / Claudia Hernándezová Salasová \| 3 6 \| 63 7 \| \| \| \| \| \| \| \| \| \| \| \| \| \| \| \| \| \| \| \| \| \| \| \| \| \| \| \| \| \| \| \| \| \| \| \| \| \| \| \| \| \| \| |             |                                                                                         |     |        |     |  |
| |             |                                                                                         | 1.  | 2.     | 3.  |  |
| 1. |             | Ginette Hubertyová Mónica Muñozová                                                      | 1 6 | 7 5    | 6 4 |  |
| 2. |             | Karin Kschwendtová Claudia Hernándezová Salasová                                        | 6 3 | 6 4    |     |  |
| 3. |             | Ginette Hubertyová / Pascale Welterová Zarina Galvánová / Claudia Hernándezová Salasová | 3 6 | 63 7   |     |  |
| |             |                                                                                         |     |        |     |  |
| |             |                                                                                         |     |        |     |  |
| |             |                                                                                         |     |        |     |  |
| |             |                                                                                         |     |        |     |  |
| |             |                                                                                         |     |        |     |  |

#### Polsko vs. Maďarsko
| | Polsko | 0 :                                                                   | 3   | Maďarsko |    |  |
| --- | ------ | --------------------------------------------------------------------- | --- | -------- | -- |  |
| I. ČLTK Praha, Štvanice, Praha, ČSSR červenec 1986 antuka (venku) |        |                                                                       |     |          |    |  |
| \| \| \| \| 1. \| 2. \| 3. \| \| \| -- \| \| --------------------------------------------------------------------- \| --- \| --- \| -- \| \| \| 1. \| \| Renata Skrzypczynská Reeka Szikszayová \| 4 6 \| 4 6 \| \| \| \| 2. \| \| Monika Wanieková Csilla Cserépyová \| 2 6 \| 3 6 \| \| \| \| 3. \| \| Monika Wanieková / Ewa Zerdecká Csilla Cserépyová / Reeka Szikszayová \| 4 6 \| 0 6 \| \| \| \| \| \| \| \| \| \| \| \| \| \| \| \| \| \| \| \| \| \| \| \| \| \| \| \| \| \| \| \| \| \| \| \| \| \| \| \| \| \| \| |        |                                                                       |     |          |    |  |
| |        |                                                                       | 1.  | 2.       | 3. |  |
| 1. |        | Renata Skrzypczynská Reeka Szikszayová                                | 4 6 | 4 6      |    |  |
| 2. |        | Monika Wanieková Csilla Cserépyová                                    | 2 6 | 3 6      |    |  |
| 3. |        | Monika Wanieková / Ewa Zerdecká Csilla Cserépyová / Reeka Szikszayová | 4 6 | 0 6      |    |  |
| |        |                                                                       |     |          |    |  |
| |        |                                                                       |     |          |    |  |
| |        |                                                                       |     |          |    |  |
| |        |                                                                       |     |          |    |  |
| |        |                                                                       |     |          |    |  |

#### Uruguay vs. Tchaj-wan
| | Uruguay | 2 :                                                                 | 1   | Tchaj-wan |     |  |
| --- | ------- | ------------------------------------------------------------------- | --- | --------- | --- |  |
| I. ČLTK Praha, Štvanice, Praha, ČSSR červenec 1986 antuka (venku) |         |                                                                     |     |           |     |  |
| \| \| \| \| 1. \| 2. \| 3. \| \| \| -- \| \| ------------------------------------------------------------------- \| --- \| --- \| --- \| \| \| 1. \| \| Silvana Casarettová Lai Su-lin \| 2 6 \| 3 6 \| \| \| \| 2. \| \| Fiorella Bonicelliová Ho Chiu-mei \| 6 4 \| 6 0 \| \| \| \| 3. \| \| Fiorella Bonicelliová / Silvana Casarettová Lai Su-jen / Lai Su-lin \| 6 4 \| 4 6 \| 6 1 \| \| \| \| \| \| \| \| \| \| \| \| \| \| \| \| \| \| \| \| \| \| \| \| \| \| \| \| \| \| \| \| \| \| \| \| \| \| \| \| \| \| |         |                                                                     |     |           |     |  |
| |         |                                                                     | 1.  | 2.        | 3.  |  |
| 1. |         | Silvana Casarettová Lai Su-lin                                      | 2 6 | 3 6       |     |  |
| 2. |         | Fiorella Bonicelliová Ho Chiu-mei                                   | 6 4 | 6 0       |     |  |
| 3. |         | Fiorella Bonicelliová / Silvana Casarettová Lai Su-jen / Lai Su-lin | 6 4 | 4 6       | 6 1 |  |
| |         |                                                                     |     |           |     |  |
| |         |                                                                     |     |           |     |  |
| |         |                                                                     |     |           |     |  |
| |         |                                                                     |     |           |     |  |
| |         |                                                                     |     |           |     |  |

#### Belgie vs. Egypt
| | Belgie | 3 :                                                                    | 0   | Egypt |    |  |
| --- | ------ | ---------------------------------------------------------------------- | --- | ----- | -- |  |
| I. ČLTK Praha, Štvanice, Praha, ČSSR červenec 1986 antuka (venku) |        |                                                                        |     |       |    |  |
| \| \| \| \| 1. \| 2. \| 3. \| \| \| -- \| \| ---------------------------------------------------------------------- \| --- \| --- \| -- \| \| \| 1. \| \| Sandra Wassermanová Shahira Tawfiková \| 6 0 \| 6 1 \| \| \| \| 2. \| \| Ann Devriesová Anjy Fahmyová \| 6 2 \| 6 1 \| \| \| \| 3. \| \| Ann Devriesová / Sandra Wassermanová Anjy Fahmyová / Nahla Mohammedová \| 6 0 \| 6 0 \| \| \| \| \| \| \| \| \| \| \| \| \| \| \| \| \| \| \| \| \| \| \| \| \| \| \| \| \| \| \| \| \| \| \| \| \| \| \| \| \| \| \| |        |                                                                        |     |       |    |  |
| |        |                                                                        | 1.  | 2.    | 3. |  |
| 1. |        | Sandra Wassermanová Shahira Tawfiková                                  | 6 0 | 6 1   |    |  |
| 2. |        | Ann Devriesová Anjy Fahmyová                                           | 6 2 | 6 1   |    |  |
| 3. |        | Ann Devriesová / Sandra Wassermanová Anjy Fahmyová / Nahla Mohammedová | 6 0 | 6 0   |    |  |
| |        |                                                                        |     |       |    |  |
| |        |                                                                        |     |       |    |  |
| |        |                                                                        |     |       |    |  |
| |        |                                                                        |     |       |    |  |
| |        |                                                                        |     |       |    |  |

#### Malta vs. Indonésie
| | Malta | 2 :                                                                                 | 1   | Indonésie |     |  |
| --- | ----- | ----------------------------------------------------------------------------------- | --- | --------- | --- |  |
| I. ČLTK Praha, Štvanice, Praha, ČSSR červenec 1986 antuka (venku) |       |                                                                                     |     |           |     |  |
| \| \| \| \| 1. \| 2. \| 3. \| \| \| -- \| \| ----------------------------------------------------------------------------------- \| --- \| --- \| --- \| \| \| 1. \| \| Alexia Gerová Yayuk Basukiová \| 4 6 \| 1 6 \| \| \| \| 2. \| \| Carol Cassarová-Torreggianiová Suzanna Anggarkusumová \| 0 6 \| 3 6 \| \| \| \| 3. \| \| Katherine Camilleriová / Alexia Gerová Suzanna Anggarkusumová / Sri Utaminingsihová \| 6 3 \| 2 6 \| 7 5 \| \| \| \| \| \| \| \| \| \| \| \| \| \| \| \| \| \| \| \| \| \| \| \| \| \| \| \| \| \| \| \| \| \| \| \| \| \| \| \| \| \| |       |                                                                                     |     |           |     |  |
| |       |                                                                                     | 1.  | 2.        | 3.  |  |
| 1. |       | Alexia Gerová Yayuk Basukiová                                                       | 4 6 | 1 6       |     |  |
| 2. |       | Carol Cassarová-Torreggianiová Suzanna Anggarkusumová                               | 0 6 | 3 6       |     |  |
| 3. |       | Katherine Camilleriová / Alexia Gerová Suzanna Anggarkusumová / Sri Utaminingsihová | 6 3 | 2 6       | 7 5 |  |
| |       |                                                                                     |     |           |     |  |
| |       |                                                                                     |     |           |     |  |
| |       |                                                                                     |     |           |     |  |
| |       |                                                                                     |     |           |     |  |
| |       |                                                                                     |     |           |     |  |

#### Izrael vs. Finsko
| | Izrael | 1 :                                                                  | 2   | Finsko |     |  |
| --- | ------ | -------------------------------------------------------------------- | --- | ------ | --- |  |
| I. ČLTK Praha, Štvanice, Praha, ČSSR červenec 1986 antuka (venku) |        |                                                                      |     |        |     |  |
| \| \| \| \| 1. \| 2. \| 3. \| \| \| -- \| \| -------------------------------------------------------------------- \| --- \| --- \| --- \| \| \| 1. \| \| Dalia Koriatová Maija Suonpää \| 6 0 \| 6 3 \| \| \| \| 2. \| \| Ilana Bergerová Petra Thorénová \| 1 6 \| 2 6 \| \| \| \| 3. \| \| Ilana Bergerová / Dalia Koriatová Maija Suonpääová / Petra Thorénová \| 6 3 \| 4 6 \| 2 6 \| \| \| \| \| \| \| \| \| \| \| \| \| \| \| \| \| \| \| \| \| \| \| \| \| \| \| \| \| \| \| \| \| \| \| \| \| \| \| \| \| \| |        |                                                                      |     |        |     |  |
| |        |                                                                      | 1.  | 2.     | 3.  |  |
| 1. |        | Dalia Koriatová Maija Suonpää                                        | 6 0 | 6 3    |     |  |
| 2. |        | Ilana Bergerová Petra Thorénová                                      | 1 6 | 2 6    |     |  |
| 3. |        | Ilana Bergerová / Dalia Koriatová Maija Suonpääová / Petra Thorénová | 6 3 | 4 6    | 2 6 |  |
| |        |                                                                      |     |        |     |  |
| |        |                                                                      |     |        |     |  |
| |        |                                                                      |     |        |     |  |
| |        |                                                                      |     |        |     |  |
| |        |                                                                      |     |        |     |  |

### Druhé kolo turnaje útěchy

#### Sovětský svaz vs. Rumunsko
| | Sovětský svaz | 3 :                                                                 | 0   | Rumunsko |     |  |
| --- | ------------- | ------------------------------------------------------------------- | --- | -------- | --- |  |
| I. ČLTK Praha, Štvanice, Praha, ČSSR červenec 1986 antuka (venku) |               |                                                                     |     |          |     |  |
| \| \| \| \| 1. \| 2. \| 3. \| \| \| -- \| \| ------------------------------------------------------------------- \| --- \| ---- \| --- \| \| \| 1. \| \| Natalia Jegorovová Florentina Curpeneová \| 6 1 \| 3 6 \| 9 7 \| \| \| 2. \| \| Larisa Savčenková Daniela Moiseová \| 6 1 \| 6 3 \| \| \| \| 3. \| \| Světlana Černěvová / Nataša Zverevová Daniela Moise / Teodora Tache \| 6 3 \| 7 60 \| \| \| \| \| \| \| \| \| \| \| \| \| \| \| \| \| \| \| \| \| \| \| \| \| \| \| \| \| \| \| \| \| \| \| \| \| \| \| \| \| \| \| |               |                                                                     |     |          |     |  |
| |               |                                                                     | 1.  | 2.       | 3.  |  |
| 1. |               | Natalia Jegorovová Florentina Curpeneová                            | 6 1 | 3 6      | 9 7 |  |
| 2. |               | Larisa Savčenková Daniela Moiseová                                  | 6 1 | 6 3      |     |  |
| 3. |               | Světlana Černěvová / Nataša Zverevová Daniela Moise / Teodora Tache | 6 3 | 7 60     |     |  |
| |               |                                                                     |     |          |     |  |
| |               |                                                                     |     |          |     |  |
| |               |                                                                     |     |          |     |  |
| |               |                                                                     |     |          |     |  |
| |               |                                                                     |     |          |     |  |

#### Řecko vs. Irsko
| | Řecko | 3 :                                                                                      | 0   | Irsko |     |  |
| --- | ----- | ---------------------------------------------------------------------------------------- | --- | ----- | --- |  |
| I. ČLTK Praha, Štvanice, Praha, ČSSR červenec 1986 antuka (venku) |       |                                                                                          |     |       |     |  |
| \| \| \| \| 1. \| 2. \| 3. \| \| \| -- \| \| ---------------------------------------------------------------------------------------- \| --- \| ---- \| --- \| \| \| 1. \| \| Olga Tsarbopoulouová Rhona Howettová \| 6 0 \| 6 4 \| \| \| \| 2. \| \| Angelika Kanellopoulouová Lesley O'Halloranová \| 6 3 \| 6 3 \| \| \| \| 3. \| \| Xenia Anastasiadosová / Angelika Kanellopoulouová Rhona Howettová / Lesley O'Halloranová \| 1 6 \| 7 63 \| 6 3 \| \| \| \| \| \| \| \| \| \| \| \| \| \| \| \| \| \| \| \| \| \| \| \| \| \| \| \| \| \| \| \| \| \| \| \| \| \| \| \| \| \| |       |                                                                                          |     |       |     |  |
| |       |                                                                                          | 1.  | 2.    | 3.  |  |
| 1. |       | Olga Tsarbopoulouová Rhona Howettová                                                     | 6 0 | 6 4   |     |  |
| 2. |       | Angelika Kanellopoulouová Lesley O'Halloranová                                           | 6 3 | 6 3   |     |  |
| 3. |       | Xenia Anastasiadosová / Angelika Kanellopoulouová Rhona Howettová / Lesley O'Halloranová | 1 6 | 7 63  | 6 3 |  |
| |       |                                                                                          |     |       |     |  |
| |       |                                                                                          |     |       |     |  |
| |       |                                                                                          |     |       |     |  |
| |       |                                                                                          |     |       |     |  |
| |       |                                                                                          |     |       |     |  |

#### Japonsko vs. Čínská lidová republika
| | Japonsko | 2 :                                                        | 1   | Čínská lidová republika |    |  |
| --- | -------- | ---------------------------------------------------------- | --- | ----------------------- | -- |  |
| I. ČLTK Praha, Štvanice, Praha, ČSSR červenec 1986 antuka (venku) |          |                                                            |     |                         |    |  |
| \| \| \| \| 1. \| 2. \| 3. \| \| \| -- \| \| ---------------------------------------------------------- \| --- \| --- \| -- \| \| \| 1. \| \| Akiko Kidžimutová Duan Li-Lan \| 6 2 \| 6 1 \| \| \| \| 2. \| \| Ecuko Inoueová Li Xin-Yi \| 2 6 \| 4 6 \| \| \| \| 3. \| \| Ecuko Inoueová / Masako Janagiová Duan Li-Lan / Pu Xin-Fen \| 6 4 \| 6 3 \| \| \| \| \| \| \| \| \| \| \| \| \| \| \| \| \| \| \| \| \| \| \| \| \| \| \| \| \| \| \| \| \| \| \| \| \| \| \| \| \| \| \| |          |                                                            |     |                         |    |  |
| |          |                                                            | 1.  | 2.                      | 3. |  |
| 1. |          | Akiko Kidžimutová Duan Li-Lan                              | 6 2 | 6 1                     |    |  |
| 2. |          | Ecuko Inoueová Li Xin-Yi                                   | 2 6 | 4 6                     |    |  |
| 3. |          | Ecuko Inoueová / Masako Janagiová Duan Li-Lan / Pu Xin-Fen | 6 4 | 6 3                     |    |  |
| |          |                                                            |     |                         |    |  |
| |          |                                                            |     |                         |    |  |
| |          |                                                            |     |                         |    |  |
| |          |                                                            |     |                         |    |  |
| |          |                                                            |     |                         |    |  |

#### Nizozemsko vs. Lucembursko
| | Nizozemsko | 3 :                                                                                    | 0   | Lucembursko |     |  |
| --- | ---------- | -------------------------------------------------------------------------------------- | --- | ----------- | --- |  |
| I. ČLTK Praha, Štvanice, Praha, ČSSR červenec 1986 antuka (venku) |            |                                                                                        |     |             |     |  |
| \| \| \| \| 1. \| 2. \| 3. \| \| \| -- \| \| -------------------------------------------------------------------------------------- \| --- \| --- \| --- \| \| \| 1. \| \| Hellas Terová Rietová Ginette Hubertyová \| 6 0 \| 6 2 \| \| \| \| 2. \| \| Nanette Schutteová Karin Kschwendtová \| 4 6 \| 6 4 \| 6 3 \| \| \| 3. \| \| Hellas Ter Rietová / Marianne Van Der Torreová Ginette Hubertyová / Karin Kschwendtová \| 6 3 \| 6 1 \| \| \| \| \| \| \| \| \| \| \| \| \| \| \| \| \| \| \| \| \| \| \| \| \| \| \| \| \| \| \| \| \| \| \| \| \| \| \| \| \| \| \| |            |                                                                                        |     |             |     |  |
| |            |                                                                                        | 1.  | 2.          | 3.  |  |
| 1. |            | Hellas Terová Rietová Ginette Hubertyová                                               | 6 0 | 6 2         |     |  |
| 2. |            | Nanette Schutteová Karin Kschwendtová                                                  | 4 6 | 6 4         | 6 3 |  |
| 3. |            | Hellas Ter Rietová / Marianne Van Der Torreová Ginette Hubertyová / Karin Kschwendtová | 6 3 | 6 1         |     |  |
| |            |                                                                                        |     |             |     |  |
| |            |                                                                                        |     |             |     |  |
| |            |                                                                                        |     |             |     |  |
| |            |                                                                                        |     |             |     |  |
| |            |                                                                                        |     |             |     |  |

#### Maďarsko vs. Uruguay
| | Maďarsko | 3 :                                                                               | 0   | Uruguay |    |  |
| --- | -------- | --------------------------------------------------------------------------------- | --- | ------- | -- |  |
| I. ČLTK Praha, Štvanice, Praha, ČSSR červenec 1986 antuka (venku) |          |                                                                                   |     |         |    |  |
| \| \| \| \| 1. \| 2. \| 3. \| \| \| -- \| \| --------------------------------------------------------------------------------- \| --- \| --- \| -- \| \| \| 1. \| \| Reeka Szikszayová Silvana Casarettová \| 6 2 \| 6 1 \| \| \| \| 2. \| \| Csilla Cserépyová Fiorella Bonicelliová \| 6 0 \| 6 3 \| \| \| \| 3. \| \| Csilla Cserépyová / Reeka Szikszayová Fiorella Bonicelliová / Silvana Casarettová \| 6 1 \| 6 1 \| \| \| \| \| \| \| \| \| \| \| \| \| \| \| \| \| \| \| \| \| \| \| \| \| \| \| \| \| \| \| \| \| \| \| \| \| \| \| \| \| \| \| |          |                                                                                   |     |         |    |  |
| |          |                                                                                   | 1.  | 2.      | 3. |  |
| 1. |          | Reeka Szikszayová Silvana Casarettová                                             | 6 2 | 6 1     |    |  |
| 2. |          | Csilla Cserépyová Fiorella Bonicelliová                                           | 6 0 | 6 3     |    |  |
| 3. |          | Csilla Cserépyová / Reeka Szikszayová Fiorella Bonicelliová / Silvana Casarettová | 6 1 | 6 1     |    |  |
| |          |                                                                                   |     |         |    |  |
| |          |                                                                                   |     |         |    |  |
| |          |                                                                                   |     |         |    |  |
| |          |                                                                                   |     |         |    |  |
| |          |                                                                                   |     |         |    |  |

#### Belgie vs. Švédsko
| | Belgie | 3 :                                                                            | 0   | Švédsko |    |  |
| --- | ------ | ------------------------------------------------------------------------------ | --- | ------- | -- |  |
| I. ČLTK Praha, Štvanice, Praha, ČSSR červenec 1986 antuka (venku) |        |                                                                                |     |         |    |  |
| \| \| \| \| 1. \| 2. \| 3. \| \| \| -- \| \| ------------------------------------------------------------------------------ \| --- \| --- \| -- \| \| \| 1. \| \| Sandra Wassermanová Monika Lundqvistová \| 7 5 \| 6 3 \| \| \| \| 2. \| \| Ann Devriesová Helena Dahlströmová \| 6 4 \| 6 2 \| \| \| \| 3. \| \| Ann Devriesová / Sandra Wassermanová Helena Dahlströmová / Monika Lundqvistová \| 6 4 \| 6 2 \| \| \| \| \| \| \| \| \| \| \| \| \| \| \| \| \| \| \| \| \| \| \| \| \| \| \| \| \| \| \| \| \| \| \| \| \| \| \| \| \| \| \| |        |                                                                                |     |         |    |  |
| |        |                                                                                | 1.  | 2.      | 3. |  |
| 1. |        | Sandra Wassermanová Monika Lundqvistová                                        | 7 5 | 6 3     |    |  |
| 2. |        | Ann Devriesová Helena Dahlströmová                                             | 6 4 | 6 2     |    |  |
| 3. |        | Ann Devriesová / Sandra Wassermanová Helena Dahlströmová / Monika Lundqvistová | 6 4 | 6 2     |    |  |
| |        |                                                                                |     |         |    |  |
| |        |                                                                                |     |         |    |  |
| |        |                                                                                |     |         |    |  |
| |        |                                                                                |     |         |    |  |
| |        |                                                                                |     |         |    |  |

#### Indonésie vs. Nový Zéland
| | Indonésie | 2 :                                                                             | 1    | Nový Zéland |    |  |
| --- | --------- | ------------------------------------------------------------------------------- | ---- | ----------- | -- |  |
| I. ČLTK Praha, Štvanice, Praha, ČSSR červenec 1986 antuka (venku) |           |                                                                                 |      |             |    |  |
| \| \| \| \| 1. \| 2. \| 3. \| \| \| -- \| \| ------------------------------------------------------------------------------- \| ---- \| ------ \| -- \| \| \| 1. \| \| Yayuk Basukiová Julie Richardsonová \| 6 3 \| 6 0 \| \| \| \| 2. \| \| Suzanna Anggarkusumová Belinda Cordwellová \| 6 3 \| 6 3 \| \| \| \| 3. \| \| Yayuk Basukiová / Sri Utaminingsihová Belinda Cordwellová / Julie Richardsonová \| 64 7 \| 68 710 \| \| \| \| \| \| \| \| \| \| \| \| \| \| \| \| \| \| \| \| \| \| \| \| \| \| \| \| \| \| \| \| \| \| \| \| \| \| \| \| \| \| \| |           |                                                                                 |      |             |    |  |
| |           |                                                                                 | 1.   | 2.          | 3. |  |
| 1. |           | Yayuk Basukiová Julie Richardsonová                                             | 6 3  | 6 0         |    |  |
| 2. |           | Suzanna Anggarkusumová Belinda Cordwellová                                      | 6 3  | 6 3         |    |  |
| 3. |           | Yayuk Basukiová / Sri Utaminingsihová Belinda Cordwellová / Julie Richardsonová | 64 7 | 68 710      |    |  |
| |           |                                                                                 |      |             |    |  |
| |           |                                                                                 |      |             |    |  |
| |           |                                                                                 |      |             |    |  |
| |           |                                                                                 |      |             |    |  |
| |           |                                                                                 |      |             |    |  |

#### Finsko vs. Velká Británie
| | Finsko | 0 :                                                              | 3   | Velká Británie |     |  |
| --- | ------ | ---------------------------------------------------------------- | --- | -------------- | --- |  |
| I. ČLTK Praha, Štvanice, Praha, ČSSR červenec 1986 antuka (venku) |        |                                                                  |     |                |     |  |
| \| \| \| \| 1. \| 2. \| 3. \| \| \| -- \| \| ---------------------------------------------------------------- \| --- \| --- \| --- \| \| \| 1. \| \| Maija Suonpää Anne Hobbsv \| 2 6 \| 0 6 \| \| \| \| 2. \| \| Petra Thorénová Annabel Croftv \| 4 6 \| 6 3 \| 4 6 \| \| \| 3. \| \| Maija Suonpää / Petra Thorénová Annabel Croftová / Anne Hobbsová \| 0 6 \| 1 6 \| \| \| \| \| \| \| \| \| \| \| \| \| \| \| \| \| \| \| \| \| \| \| \| \| \| \| \| \| \| \| \| \| \| \| \| \| \| \| \| \| \| \| |        |                                                                  |     |                |     |  |
| |        |                                                                  | 1.  | 2.             | 3.  |  |
| 1. |        | Maija Suonpää Anne Hobbsv                                        | 2 6 | 0 6            |     |  |
| 2. |        | Petra Thorénová Annabel Croftv                                   | 4 6 | 6 3            | 4 6 |  |
| 3. |        | Maija Suonpää / Petra Thorénová Annabel Croftová / Anne Hobbsová | 0 6 | 1 6            |     |  |
| |        |                                                                  |     |                |     |  |
| |        |                                                                  |     |                |     |  |
| |        |                                                                  |     |                |     |  |
| |        |                                                                  |     |                |     |  |
| |        |                                                                  |     |                |     |  |

### Čtvrtfinále turnaje útěchy

#### Sovětský svaz vs. Řecko
| | Sovětský svaz | 3 :                                                                                     | 0   | Řecko |    |       |
| --- | ------------- | --------------------------------------------------------------------------------------- | --- | ----- | -- | ----- |
| I. ČLTK Praha, Štvanice, Praha, ČSSR červenec 1986 antuka (venku) |               |                                                                                         |     |       |    |       |
| \| \| \| \| 1. \| 2. \| 3. \| \| \| -- \| \| --------------------------------------------------------------------------------------- \| --- \| --- \| -- \| ----- \| \| 1. \| \| Nataša Zverevová Olga Tsarbopoulouová \| 6 1 \| 6 1 \| \| \| \| 2. \| \| Larisa Savčenková Angelika Kanellopoulouová \| 6 2 \| 7 5 \| \| \| \| 3. \| \| Světlana Černěvová / Larisa Savčenková Angelika Kanellopoulouová / Olga Tsarbopoulouová \| 5 0 \| \| \| skreč \| \| \| \| \| \| \| \| \| \| \| \| \| \| \| \| \| \| \| \| \| \| \| \| \| \| \| \| \| \| \| \| \| \| \| \| \| \| \| \| \| |               |                                                                                         |     |       |    |       |
| |               |                                                                                         | 1.  | 2.    | 3. |       |
| 1. |               | Nataša Zverevová Olga Tsarbopoulouová                                                   | 6 1 | 6 1   |    |       |
| 2. |               | Larisa Savčenková Angelika Kanellopoulouová                                             | 6 2 | 7 5   |    |       |
| 3. |               | Světlana Černěvová / Larisa Savčenková Angelika Kanellopoulouová / Olga Tsarbopoulouová | 5 0 |       |    | skreč |
| |               |                                                                                         |     |       |    |       |
| |               |                                                                                         |     |       |    |       |
| |               |                                                                                         |     |       |    |       |
| |               |                                                                                         |     |       |    |       |
| |               |                                                                                         |     |       |    |       |

#### Japonsko vs. Nizozemsko
| | Japonsko | 1 :                                                                              | 2   | Nizozemsko |     |  |
| --- | -------- | -------------------------------------------------------------------------------- | --- | ---------- | --- |  |
| I. ČLTK Praha, Štvanice, Praha, ČSSR červenec 1986 antuka (venku) |          |                                                                                  |     |            |     |  |
| \| \| \| \| 1. \| 2. \| 3. \| \| \| -- \| \| -------------------------------------------------------------------------------- \| --- \| --- \| --- \| \| \| 1. \| \| Akiko Kidžimutová Hellas Ter Rietová \| 3 6 \| 2 6 \| \| \| \| 2. \| \| Ecuko Inoueová Marianne Van Der Torreová \| 2 6 \| 6 3 \| 6 2 \| \| \| 3. \| \| Ecuko Inoueová / Masako Janagiová Hellas Ter Rietová / Marianne Van Der Torreová \| 4 6 \| 3 6 \| \| \| \| \| \| \| \| \| \| \| \| \| \| \| \| \| \| \| \| \| \| \| \| \| \| \| \| \| \| \| \| \| \| \| \| \| \| \| \| \| \| \| |          |                                                                                  |     |            |     |  |
| |          |                                                                                  | 1.  | 2.         | 3.  |  |
| 1. |          | Akiko Kidžimutová Hellas Ter Rietová                                             | 3 6 | 2 6        |     |  |
| 2. |          | Ecuko Inoueová Marianne Van Der Torreová                                         | 2 6 | 6 3        | 6 2 |  |
| 3. |          | Ecuko Inoueová / Masako Janagiová Hellas Ter Rietová / Marianne Van Der Torreová | 4 6 | 3 6        |     |  |
| |          |                                                                                  |     |            |     |  |
| |          |                                                                                  |     |            |     |  |
| |          |                                                                                  |     |            |     |  |
| |          |                                                                                  |     |            |     |  |
| |          |                                                                                  |     |            |     |  |

#### Maďarsko vs. Belgie
| | Maďarsko | 2 :                                                                        | 1   | Belgie |     |  |
| --- | -------- | -------------------------------------------------------------------------- | --- | ------ | --- |  |
| I. ČLTK Praha, Štvanice, Praha, ČSSR červenec 1986 antuka (venku) |          |                                                                            |     |        |     |  |
| \| \| \| \| 1. \| 2. \| 3. \| \| \| -- \| \| -------------------------------------------------------------------------- \| --- \| --- \| --- \| \| \| 1. \| \| Reeka Szikszayová Sandra Wassermanová \| 2 6 \| 1 6 \| \| \| \| 2. \| \| Csilla Cserépyová Ann Devriesová \| 6 1 \| 1 6 \| 6 1 \| \| \| 3. \| \| Csilla Cserépyová / Reeka Szikszayová Ann Devriesová / Sandra Wassermanová \| 4 6 \| 6 1 \| 6 0 \| \| \| \| \| \| \| \| \| \| \| \| \| \| \| \| \| \| \| \| \| \| \| \| \| \| \| \| \| \| \| \| \| \| \| \| \| \| \| \| \| \| |          |                                                                            |     |        |     |  |
| |          |                                                                            | 1.  | 2.     | 3.  |  |
| 1. |          | Reeka Szikszayová Sandra Wassermanová                                      | 2 6 | 1 6    |     |  |
| 2. |          | Csilla Cserépyová Ann Devriesová                                           | 6 1 | 1 6    | 6 1 |  |
| 3. |          | Csilla Cserépyová / Reeka Szikszayová Ann Devriesová / Sandra Wassermanová | 4 6 | 6 1    | 6 0 |  |
| |          |                                                                            |     |        |     |  |
| |          |                                                                            |     |        |     |  |
| |          |                                                                            |     |        |     |  |
| |          |                                                                            |     |        |     |  |
| |          |                                                                            |     |        |     |  |

#### Indonésie vs. Velká Británie
| | Indonésie | 0 :                                                                       | 3   | Velká Británie |     |  |
| --- | --------- | ------------------------------------------------------------------------- | --- | -------------- | --- |  |
| I. ČLTK Praha, Štvanice, Praha, ČSSR červenec 1986 antuka (venku) |           |                                                                           |     |                |     |  |
| \| \| \| \| 1. \| 2. \| 3. \| \| \| -- \| \| ------------------------------------------------------------------------- \| --- \| --- \| --- \| \| \| 1. \| \| Yayuk Basukiová Anne Hobbsová \| 5 7 \| 5 7 \| \| \| \| 2. \| \| Suzanna Anggarkusumová Annabel Croftová \| 2 6 \| 6 2 \| 2 6 \| \| \| 3. \| \| Suzanna Anggarkusumová / Yayuk Basukiová Annabel Croftová / Anne Hobbsová \| 2 6 \| 6 4 \| 2 6 \| \| \| \| \| \| \| \| \| \| \| \| \| \| \| \| \| \| \| \| \| \| \| \| \| \| \| \| \| \| \| \| \| \| \| \| \| \| \| \| \| \| |           |                                                                           |     |                |     |  |
| |           |                                                                           | 1.  | 2.             | 3.  |  |
| 1. |           | Yayuk Basukiová Anne Hobbsová                                             | 5 7 | 5 7            |     |  |
| 2. |           | Suzanna Anggarkusumová Annabel Croftová                                   | 2 6 | 6 2            | 2 6 |  |
| 3. |           | Suzanna Anggarkusumová / Yayuk Basukiová Annabel Croftová / Anne Hobbsová | 2 6 | 6 4            | 2 6 |  |
| |           |                                                                           |     |                |     |  |
| |           |                                                                           |     |                |     |  |
| |           |                                                                           |     |                |     |  |
| |           |                                                                           |     |                |     |  |
| |           |                                                                           |     |                |     |  |

### Semifinále turnaje útěchy

#### Sovětský svaz vs. Nizozemsko
| | Sovětský svaz | 2 :                                                                                   | 1    | Nizozemsko |     |  |
| --- | ------------- | ------------------------------------------------------------------------------------- | ---- | ---------- | --- |  |
| I. ČLTK Praha, Štvanice, Praha, ČSSR červenec 1986 antuka (venku) |               |                                                                                       |      |            |     |  |
| \| \| \| \| 1. \| 2. \| 3. \| \| \| -- \| \| ------------------------------------------------------------------------------------- \| ---- \| --- \| --- \| \| \| 1. \| \| Nataša Zverevová Hellas Ter Rietová \| 6 2 \| 3 6 \| 3 6 \| \| \| 2. \| \| Larisa Savčenková Marianne Van Der Torreová \| 6 1 \| 6 0 \| \| \| \| 3. \| \| Světlana Černěvová / Larisa Savčenková Hellas Ter Rietová / Marianne Van Der Torreová \| 67 9 \| 6 1 \| 6 1 \| \| \| \| \| \| \| \| \| \| \| \| \| \| \| \| \| \| \| \| \| \| \| \| \| \| \| \| \| \| \| \| \| \| \| \| \| \| \| \| \| \| |               |                                                                                       |      |            |     |  |
| |               |                                                                                       | 1.   | 2.         | 3.  |  |
| 1. |               | Nataša Zverevová Hellas Ter Rietová                                                   | 6 2  | 3 6        | 3 6 |  |
| 2. |               | Larisa Savčenková Marianne Van Der Torreová                                           | 6 1  | 6 0        |     |  |
| 3. |               | Světlana Černěvová / Larisa Savčenková Hellas Ter Rietová / Marianne Van Der Torreová | 67 9 | 6 1        | 6 1 |  |
| |               |                                                                                       |      |            |     |  |
| |               |                                                                                       |      |            |     |  |
| |               |                                                                                       |      |            |     |  |
| |               |                                                                                       |      |            |     |  |
| |               |                                                                                       |      |            |     |  |

#### Maďarsko vs. Velká Británie
| | Maďarsko | 0 :                                                                    | 3   | Velká Británie |    |       |
| --- | -------- | ---------------------------------------------------------------------- | --- | -------------- | -- | ----- |
| I. ČLTK Praha, Štvanice, Praha, ČSSR červenec 1986 antuka (venku) |          |                                                                        |     |                |    |       |
| \| \| \| \| 1. \| 2. \| 3. \| \| \| -- \| \| ---------------------------------------------------------------------- \| --- \| --- \| -- \| ----- \| \| 1. \| \| Reeka Szikszayová Anne Hobbsová \| 3 6 \| 2 6 \| \| \| \| 2. \| \| Csilla Cserépyová Annabel Croftová \| 4 6 \| 2 6 \| \| \| \| 3. \| \| Csilla Cserépyová / Reeka Szikszayová Annabel Croftová / Anne Hobbsová \| 1 2 \| \| \| skreč \| \| \| \| \| \| \| \| \| \| \| \| \| \| \| \| \| \| \| \| \| \| \| \| \| \| \| \| \| \| \| \| \| \| \| \| \| \| \| \| \| |          |                                                                        |     |                |    |       |
| |          |                                                                        | 1.  | 2.             | 3. |       |
| 1. |          | Reeka Szikszayová Anne Hobbsová                                        | 3 6 | 2 6            |    |       |
| 2. |          | Csilla Cserépyová Annabel Croftová                                     | 4 6 | 2 6            |    |       |
| 3. |          | Csilla Cserépyová / Reeka Szikszayová Annabel Croftová / Anne Hobbsová | 1 2 |                |    | skreč |
| |          |                                                                        |     |                |    |       |
| |          |                                                                        |     |                |    |       |
| |          |                                                                        |     |                |    |       |
| |          |                                                                        |     |                |    |       |
| |          |                                                                        |     |                |    |       |

### Finále turnaje útěchy

#### Sovětský svaz vs. Velká Británie
| | Sovětský svaz | 1 :                                                                       | 2   | Velká Británie |    |  |
| --- | ------------- | ------------------------------------------------------------------------- | --- | -------------- | -- |  |
| I. ČLTK Praha, Štvanice, Praha, ČSSR červenec 1986 antuka (venku) |               |                                                                           |     |                |    |  |
| \| \| \| \| 1. \| 2. \| 3. \| \| \| -- \| \| ------------------------------------------------------------------------- \| --- \| --- \| -- \| \| \| 1. \| \| Nataša Zverevová Anne Hobbsová \| 3 6 \| 5 7 \| \| \| \| 2. \| \| Larisa Savčenková Annabel Croftová \| 4 6 \| 0 6 \| \| \| \| 3. \| \| Natalia Jegorovová / Svěetlana Černěvová Annabel Croftová / Anne Hobbsová \| 6 2 \| 6 1 \| \| \| \| \| \| \| \| \| \| \| \| \| \| \| \| \| \| \| \| \| \| \| \| \| \| \| \| \| \| \| \| \| \| \| \| \| \| \| \| \| \| \| |               |                                                                           |     |                |    |  |
| |               |                                                                           | 1.  | 2.             | 3. |  |
| 1. |               | Nataša Zverevová Anne Hobbsová                                            | 3 6 | 5 7            |    |  |
| 2. |               | Larisa Savčenková Annabel Croftová                                        | 4 6 | 0 6            |    |  |
| 3. |               | Natalia Jegorovová / Svěetlana Černěvová Annabel Croftová / Anne Hobbsová | 6 2 | 6 1            |    |  |
| |               |                                                                           |     |                |    |  |
| |               |                                                                           |     |                |    |  |
| |               |                                                                           |     |                |    |  |
| |               |                                                                           |     |                |    |  |
| |               |                                                                           |     |                |    |  |